# Obernai
Obernai [obɛʁnɛ] (en alsacien : Ewernàhn [eʋʀ̩ˈnaːn] ou Owernah [oʋʀ̩ˈnaː], en allemand : Oberehnheim) est une commune française, située dans la circonscription administrative du Bas-Rhin et, depuis le 1er janvier 2021, dans le territoire de la Collectivité européenne d'Alsace, en région Grand Est.
Cette commune se trouve dans la région historique et culturelle d'Alsace.
Obernai est chef-lieu de son canton composé de communes typiquement alsaciennes comme Krautergersheim, appelée la « ville de la choucroute ». Avec cinq autres villages, elle forme également la communauté du pays de Sainte-Odile. De plus, Obernai est la deuxième ville la plus visitée du Bas-Rhin après Strasbourg, notamment pour ses belles maisons à colombages.
Ses habitants sont appelés en français les Obernois.

## Géographie

### Localisation
Située à 25 km au sud-ouest de Strasbourg ou à 25 km au nord de Sélestat, Obernai est l'une des villes de la plaine d'Alsace, en bordure ou au piémont des Vosges.

### Communes limitrophes
Les communes limitrophes sont  Barr, Bernardswiller, Bischoffsheim, Bœrsch, Goxwiller, Heiligenstein, Krautergersheim, Meistratzheim, Niedernai, Ottrott et Saint-Nabor.
| Bœrsch                 | Bischoffsheim | Krautergersheim |
| Ottrott Bernardswiller | Obernai       | Meistratzheim   |
| Saint-Nabor Barr       | Goxwiller     | Niedernai       |

### Géologie et relief
Hydrogéologie et climatologie : Système d’information pour la gestion de l’Aquifère rhénan, par le BRGM :
Territoire communal : Occupation du sol (Corinne Land Cover); Cours d'eau (BD Carthage),
Géologie : Carte géologique; Coupes géologiques et techniques,
 Hydrogéologie : Masses d'eau souterraine; BD Lisa; Cartes piézométriques.

### Sismicité
Commune située dans une zone 3 de sismicité modérée.

### Hydrographie

#### Réseau hydrographique

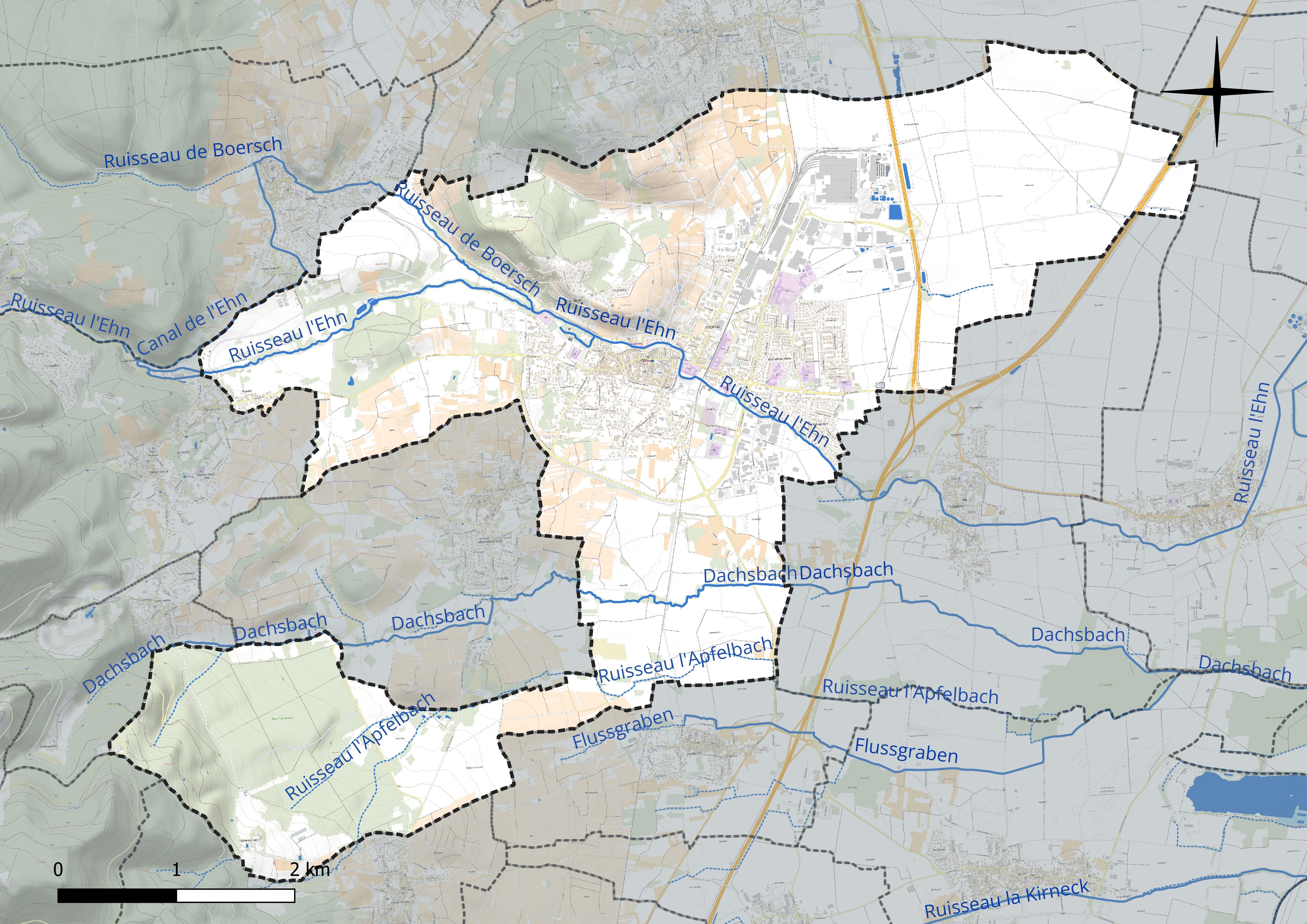
Réseau hydrographique d'Obernai.

La commune est dans le bassin versant du Rhin au sein du bassin Rhin-Meuse. Elle est drainée par le ruisseau l'Ehn, le ruisseau le Darsbach, le ruisseau de Boersch et le ruisseau l'Apfelbach,,.
L'Ehn, d'une longueur de 36 km, prend sa source sur le versant oriental du massif des Vosges à l'ouest de la commune d'Obernai, à proximité du lieu-dit la Soutte et à environ 930 mètres d'altitude, sur le territoire de la commune d'Ottrott et se jette  dans l'Ill à Geispolsheim, après avoir traversé dix communes. Les caractéristiques hydrologiques de l'Ehn sont données par la station hydrologique située sur la commune de Niedernai. Le débit moyen mensuel est de 0,481 m3/s. Le débit moyen journalier maximum est de 12,9 m3/s, atteint lors de la crue du 15 février 1990. Le débit instantané maximal est quant à lui de 16,6 m3/s, atteint le même jour.
Le Darsbach, d'une longueur de 14 km, prend sa source dans la commune de Saint-Nabor et se jette  dans l'Andlau à Meistratzheim, après avoir traversé six communes.

#### Gestion et qualité des eaux
Le territoire communal est couvert par le schéma d'aménagement et de gestion des eaux (SAGE) « Ill Nappe Rhin ». Ce document de planification concerne la nappe phréatique rhénane, les cours d'eau de la plaine d'Alsace et du piémont oriental du Sundgau, les canaux situés entre l'Ill et le Rhin et les zones humides de la plaine d'Alsace. Le périmètre s’étend sur 3 596 km2. Il a été approuvé le 17 janvier 2005. La structure porteuse de l'élaboration et de la mise en œuvre est la région Grand Est.
La qualité des cours d’eau peut être consultée sur un site dédié géré par les agences de l’eau et l’Agence française pour la biodiversité.

### Climat
Pour des articles plus généraux, voir Climat du Grand Est et Climat du Bas-Rhin.
En 2010, le climat de la commune est de type climat des marges montargnardes, selon une étude du Centre national de la recherche scientifique s'appuyant sur une série de données couvrant la période 1971-2000. En 2020, Météo-France publie une typologie des climats de la France métropolitaine dans laquelle la commune est exposée à un climat semi-continental et est dans la région climatique Vosges, caractérisée par une pluviométrie très élevée (1 500 à 2 000 mm/an) en toutes saisons et un hiver rude (moins de 1 °C).
Pour la période 1971-2000, la température annuelle moyenne est de 10,4 °C, avec une amplitude thermique annuelle de 17,7 °C. Le cumul annuel moyen de précipitations est de 689 mm, avec 8,7 jours de précipitations en janvier et 9,9 jours en juillet. Pour la période 1991-2020, la température moyenne annuelle observée sur la station météorologique de Météo-France la plus proche, « Le Hohwald_sapc », sur la commune du Hohwald à 13 km à vol d'oiseau, est de 8,8 °C et le cumul annuel moyen de précipitations est de 1 129,1 mm. 
La température maximale relevée sur cette station est de 35,6 °C, atteinte le 25 juillet 2019 ; la température minimale est de −20,5 °C, atteinte le 7 février 1991,,.
Les paramètres climatiques de la commune ont été estimés pour le milieu du siècle (2041-2070) selon différents scénarios d'émission de gaz à effet de serre à partir des nouvelles projections climatiques de référence DRIAS-2020. Ils sont consultables sur un site dédié publié par Météo-France en novembre 2022.

### Environnement

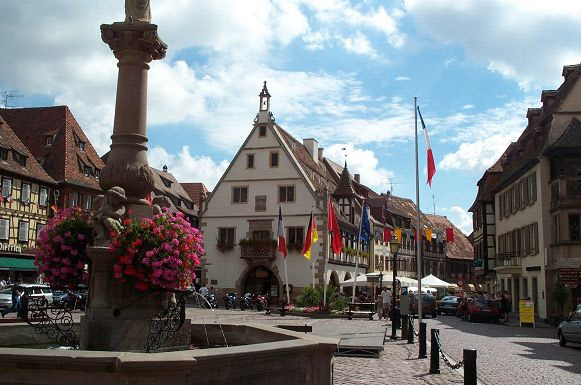
Place centrale d'Obernai.

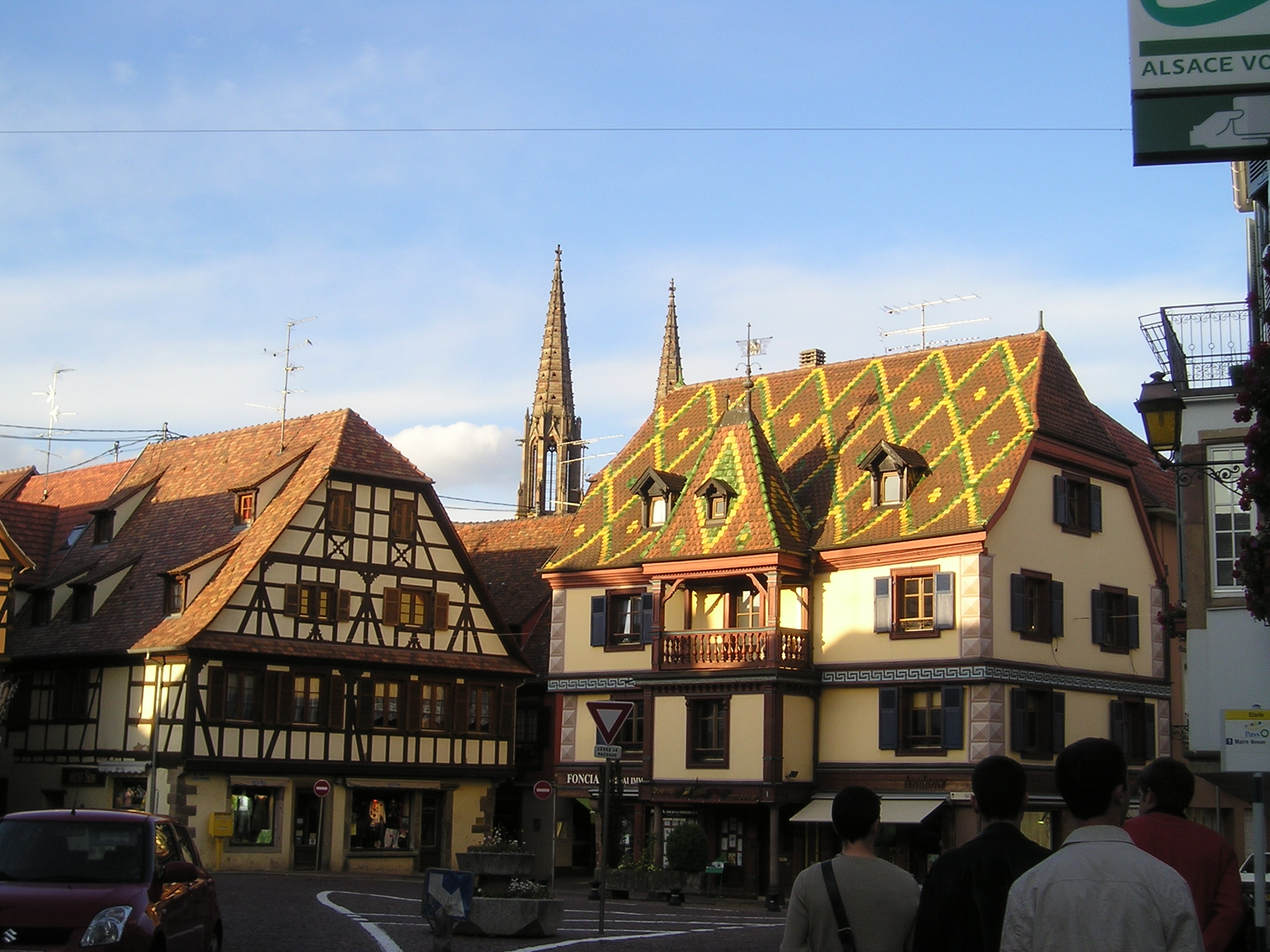
Toiture remarquable dans le centre d'Obernai.

La commune abrite une partie de la « forêt de Landsberg » ; propriété d'un groupement forestier familial, gérée par 6 gestionnaires depuis 1800. La forêt s'étend sur 158 hectares (dont près de 25 ha improductifs), répartis sur trois communes (Heiligenstein, Barr et Obernai). Elle fait l'objet d'une gestion dite « proche de la nature » (selon les principes sylvicoles recommandés par Prosilva), sans coupes rases. Elle a été certifiée FSC en décembre 2000 et PEFC en décembre 2002.

## Urbanisme

### Typologie
Au 1er janvier 2024, Obernai est catégorisée centre urbain intermédiaire, selon la nouvelle grille communale de densité à sept niveaux définie par l'Insee en 2022.
Elle appartient à l'unité urbaine d'Obernai, une agglomération intra-départementale regroupant deux  communes, dont elle est ville-centre,,. Par ailleurs la commune fait partie de l'aire d'attraction de Strasbourg (partie française), dont elle est une commune de la couronne,. Cette aire, qui regroupe 268 communes, est catégorisée dans les aires de 700 000 habitants ou plus (hors Paris),.

### Occupation des sols

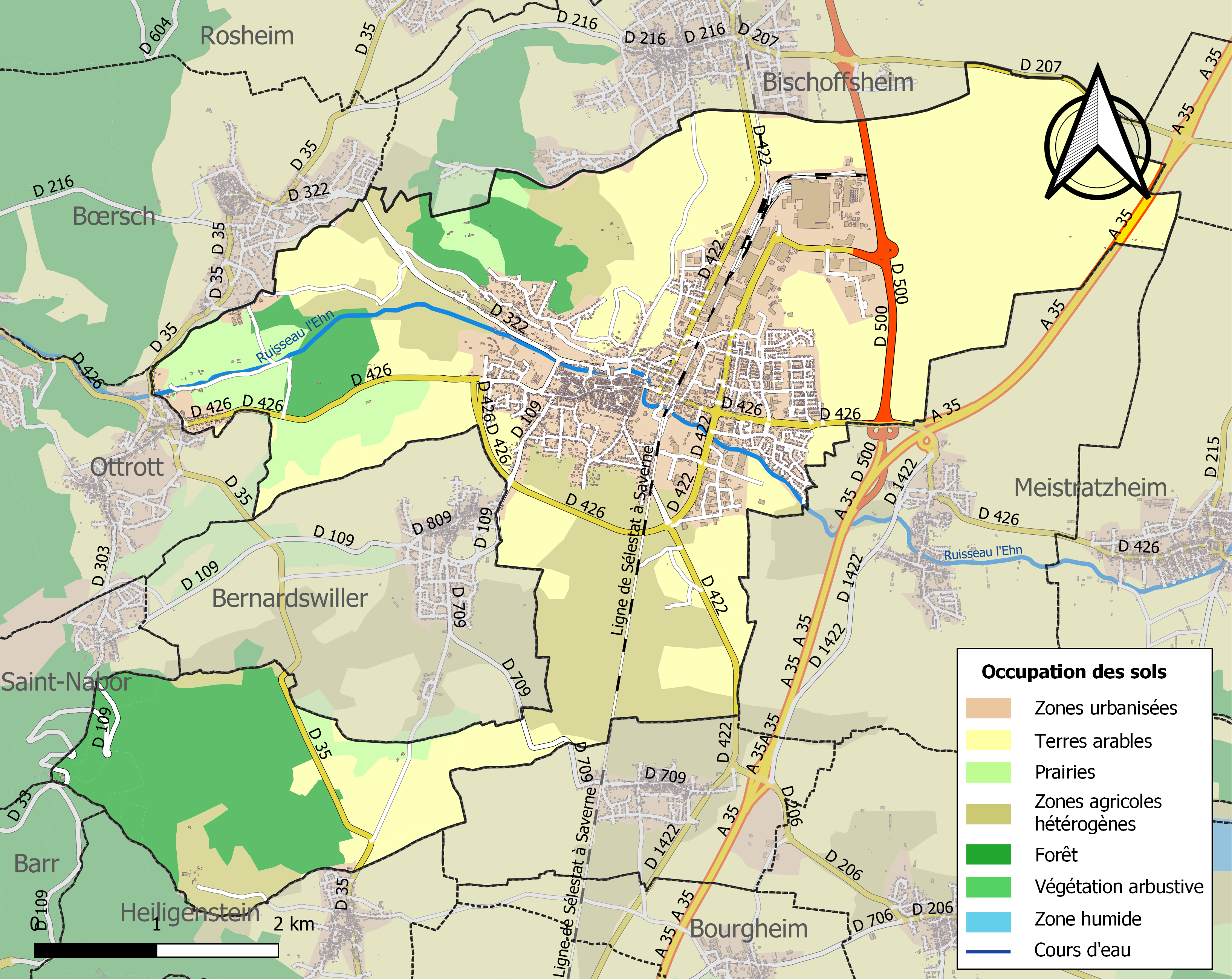
Carte des infrastructures et de l'occupation des sols de la commune en 2018 (CLC).

L'occupation des sols de la commune, telle qu'elle ressort de la base de données européenne d’occupation biophysique des sols Corine Land Cover (CLC), est marquée par l'importance des territoires agricoles (63,4 % en 2018), en diminution par rapport à 1990 (68,5 %). La répartition détaillée en 2018 est la suivante :  terres arables (27,6 %), zones agricoles hétérogènes (16,4 %), forêts (15 %), cultures permanentes (13,3 %), zones urbanisées (12,6 %), zones industrielles ou commerciales et réseaux de communication (8,9 %), prairies (6,1 %). L'évolution de l’occupation des sols de la commune et de ses infrastructures peut être observée sur les différentes représentations cartographiques du territoire : la carte de Cassini (XVIIIe siècle), la carte d'état-major (1820-1866) et les cartes ou photos aériennes de l'IGN pour la période actuelle (1950 à aujourd'hui).

### Lieux-dits, hameaux et écarts
Saint-Ingmar - les Champs Verts - Europe Sud - Roedel - la Leonardsau - le Mont National - les Roselières.
Le territoire communal a connu une exploitation de houille au XIXe siècle. Il existait auparavant de nombreuses carrières de pierres à bâtir, de moellons...

### Voies de communications et transports

#### Voies routières
Village desservi par l’autoroute A35 (autoroute des cigognes, Voie Rapide du Piémont des Vosges ou VRPV pour la partie de Entzheim à Sélestat), sortie 11 (route de Boersch).

#### Transports en commun

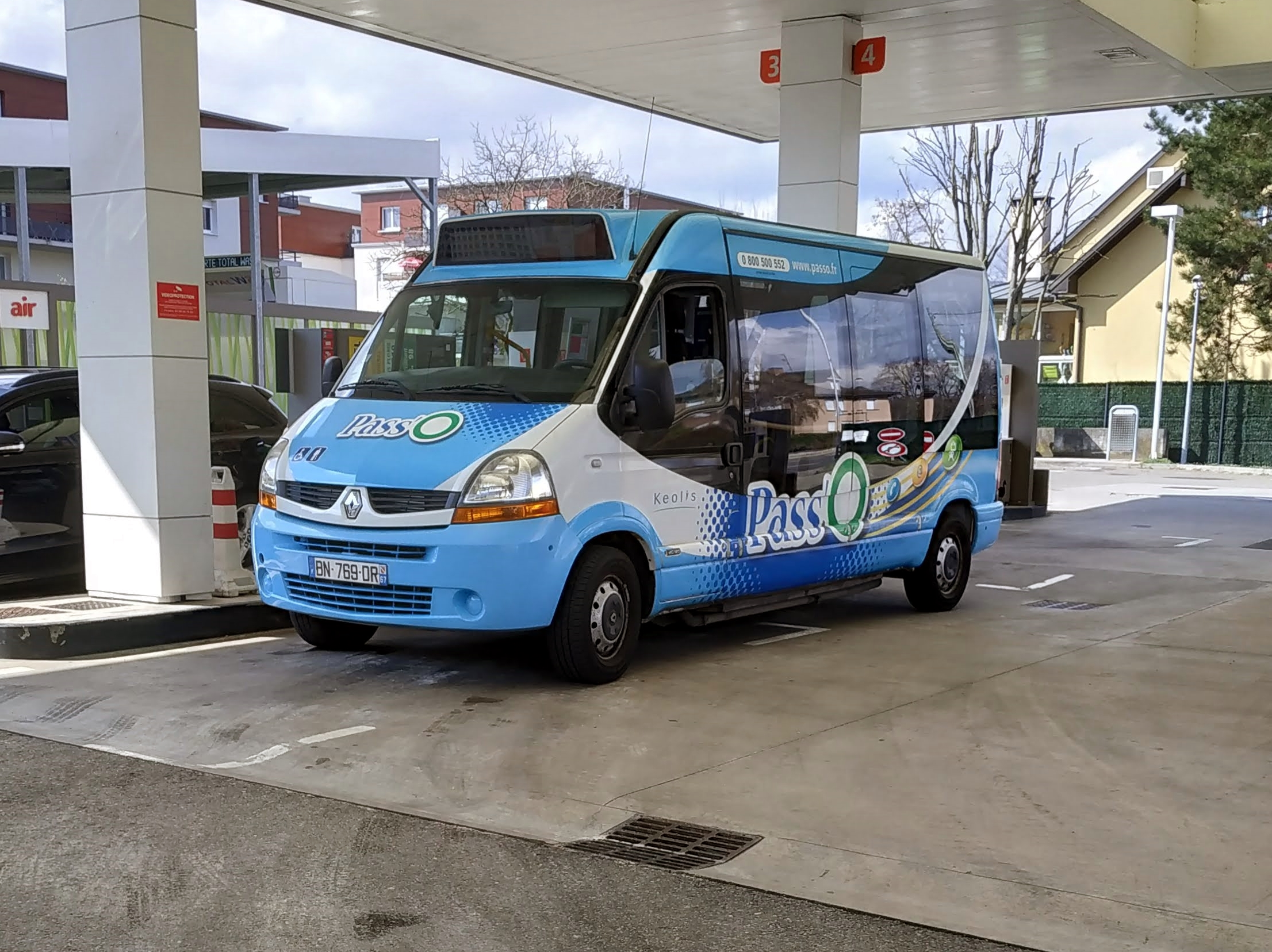
Minibus Pass'O à Obernai.

La ville est desservi par le bus communal Pass O avec deux lignes régulières, qui dessert les quartiers de la ville et passe environ toutes les 30 minutes. Des services à la demande sont également proposées.

#### Lignes SNCF
- Obernai possède une gare TER Alsace, située à 5 minutes du centre-ville. La cadence est d'un train toutes les demi-heures : gare d'Obernai. Le Réseau 67 est à 150 m de la gare à pied, deux lignes y passent : lignes 257 et 542.
- Gare de Strasbourg-Ville à 25 km.

#### Transports aériens
- Aéroport de Strasbourg-Entzheim à 24 km.
- Aéroport de Bâle-Mulhouse à 100 km.

### Risques majeurs

#### Risque sismique
Commune située dans une zone de sismicité modérée.

## Toponymie
Il s'agit vraisemblablement d'un ancien domaine mérovingien, peut-être gallo-romain, qui tire son nom de la vallée de la rivière Ehn.

### Attestations anciennes
Ehinhaim, Ehinheim (778) ; Ehenheim (1050) ; Ehenhemium (1178) ; Enheim (1196) ; Ehnheim (XIIe siècle) ; Oberhehenheim (1242) ; Einheim (1283) ; Ehenheim superior (XIIIe siècle) ; Ehenheim superius (1249) ; Oberoena (1555) ; Obernehenheim (1592) ; Oberné (1693) ; Oberehnheim (1870-1918 / 1940-1945).

### Étymologie
Le nom Ehenheim (anciennement Ehinhaim) est composé de l'appellatif germanique heim « foyer, village » sur l'Ehn, la rivière. L'élément Ober-, de ober « au-dessus », apparaît plus tardivement pour marquer l'opposition avec Niederehenheim (Niedernai), composé avec l'élément de nieder « en bas ». La forme Obernai est une francisation de l'alsacien Owernäh ['‘ov°r"nɛ:].

## Histoire
Une nécropole du néolithique moyen a été identifiée. Elle est datée entre 5000 et 4600 av. J.-C. Un total de 27 individus y étaient enterrés dans des cercueils de bois. Elle se présente comme la continuité des groupes de la culture rubanée qui se trouvaient de l'autre côté du Rhin.
Alsatia, lointain terme ancêtre du français Alsace et de l'allemand Elsass, désigne l'espace singulier, choisi dans la vallée du Rhin par le royaume franc mérovingien, pour être confié aux soins et à la défense des ducs d’Alsace au VIIe siècle. Le Hohenbourg, une des résidences ducales, pourrait être le lieu de naissance de sainte Odile, fille d'Etichon-Adalric et patronne de l'Alsace. C'est plus sûrement le lieu de sa mort, car, récupérant par legs la place fortifiée, elle l'aurait transformé en un monastère.

### Moyen Âge
Obernai au pied du Hohenburg apparait pour la première fois dans les textes en 778 ; ce domaine dépend des abbayes de Hohenbourg et de Niedermunster. Il y existe déjà un vignoble important au IXe siècle.

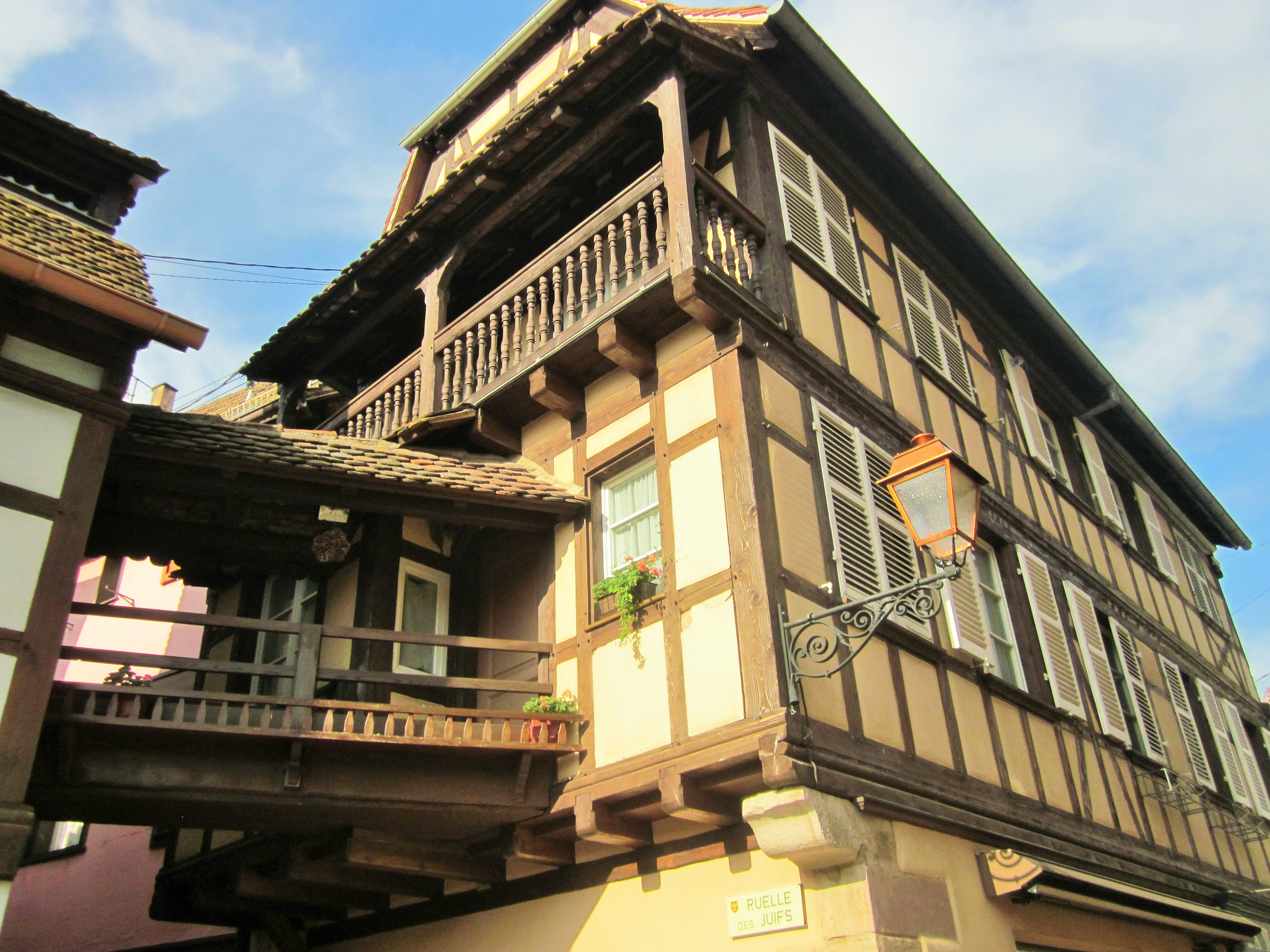
Ruelle des Juifs de Obernai.

Les Hohenstauffen auraient fait construire un château à Obernai à la fin du XIe siècle. Le XIIe siècle est une période de prospérité qui a laissé de nombreuses traces dans le paysage urbain : l'église romane dont il reste des vestiges (1140), la "Cour des Rathsamhausen".
Vers 1240, Obernai accède au rang de ville, et devient ville impériale vers 1280. C'est également à cette époque que les bourgeois de la ville érigent une chapelle dédiée à la Vierge, et dont le clocher sert de beffroi : le Kappelturm. La ville prospère à cette époque. Pour se prémunir des convoitises, elle devient membre de la Décapole en 1354, ligue d’entraide de dix villes impériales d’Alsace. Il s'agit de la sixième des dix villes impériales, en termes de puissance ou de richesse. Elle possède quatre portes, elle est munie d'une puissante muraille et d'un double fossé, ce qui lui permet de résister au siège des armées de l'évêque de Strasbourg.
En tant que ville impériale, Obernai dépend directement de l'empereur, ce dernier s'engageant à protéger la ville qui, en échange, lui assure son appui et lui fait parvenir subsides et hommes d'armes. Obernai devient un petit État dans l'Empire : sous le contrôle de fonctionnaire de l'Empire, elle s'administre elle-même, se dote de statuts, lève les impôts, perçoit des taxes, possède une juridiction propre, érige un gibet.
La ville atteint son apogée au XVe et XVIe siècles. En 1562, l'empereur Ferdinand Ier du Saint-Empire se rend à Obernai. Obernai a un Schultheiss depuis 1178, mais son pouvoir est restreint puisque dès le XIVe siècle son rôle se limite à la présidence du tribunal des roturiers. Les revenus de la ville sont assurés par la perception de taxes sur le débit de vin, sur la vente du sel et du fer, par les droits de mouture, de péage, les taxes perçues aux foires annuelles, et par l'impôt sur la fortune payé par les bourgeois. Obernai a un règlement municipal qui régit l'ordre public ; ce règlement, d'abord oral, est mis sur parchemin vers le milieu du XIVe siècle, et la ville perçoit des amendes versées par les contrevenants. Obernai agrandit son territoire en absorbant les villages à l'entour ou en les acquérant ; il en est ainsi de Oberlinden, Finlay et Haywiller, Urnheim, Hohenburgweiler et Ingmarsheim, Bernardswiller. La ville possède un hôpital et une léproserie extérieurs dès le XIIIe siècle, et un hôpital interne est fondé au XIVe siècle ; au XIVe siècle on y trouve également trois établissements de bains.
À la fin du Moyen Âge, Obernai est entourée d'une double enceinte qui est munie de 38 tours et de 12 portes, le tout entouré d'un fossé irrigable.

### Temps modernes
Au XVIIe siècle, la guerre de Trente Ans fait des ravages dans la ville, Obernai est prise par les troupes de Mansfeld, puis tour à tour par les Suédois et les Impériaux.
En 1679, à la suite du traité de Nimègue, Obernai devient ville royale française et perd l'autonomie politique relative qu'elle avait au sein du Saint-Empire romain germanique (c'est-à-dire le premier empire allemand), incapable d'assurer la sécurité depuis 1615. Mais le XVIIIe siècle est à nouveau une période de prospérité pour la ville [réf. nécessaire].
Les grandes foires du premier lundi après l'Assomption et du dernier jeudi d'octobre reprennent vigueur.
Pendant l'occupation allemande, en 1942, une école du Reich (Reichsschule) de formation des membres féminins des SS fut aménagée par des travailleurs forcés du camp de concentration de Natzweiler-Struthof dans le château Oberkirch et des bâtiments alentour. En décembre de la même année, l'occupant aménagea à Obernai le premier camp annexe du Struthof (commando) qui fut fermé en 1945.

### Époque contemporaine
L'essor du chemin de fer et l'effort de mise en valeur routier sous les différents régimes politiques français accentuent la mutation de la ville d'Obernai en ville de manufactures, tout en amenant une grande prospérité bourgeoise.
La ville est annexée, comme le reste de l'Alsace, par l'Allemagne en 1871, avant d'être réintégrée officiellement à la France en 1919 après avoir connu de graves disettes dès 1917.
Obernai est en 1875 une ville manufacturière qui dépasse 4 600 habitants. Elle est connue pour ses cotonnades ou « articles de Sainte-Marie ».

### Légende de sainte Odile (fille de lumière) et monastère du Hohenbourg
Odile, fille d'Adalric duc d'Alsace, est née aveugle. Rejetée par son père, elle fut cachée dans un monastère de Bourgogne et recouvra la vue le jour de son baptême. Son frère Hugues la ramena mais, quand Adalric voulut la marier à un jeune prince, elle s'échappa. Miraculeusement, un rocher s'ouvrit devant elle. Adalric céda et fonda sur la montagne le couvent de Hohenbourg dont Odile sera la première abbesse. Ce couvent est situé à 15 km d'Obernai : c'est le plus important lieu de pèlerinage d'Alsace (où on peut visiter le tombeau de sainte Odile, la chapelle des Larmes, la chapelle des Anges et la source miraculeuse). La fête de sainte Odile est le 14 décembre.

## Politique et administration

### Finances communales

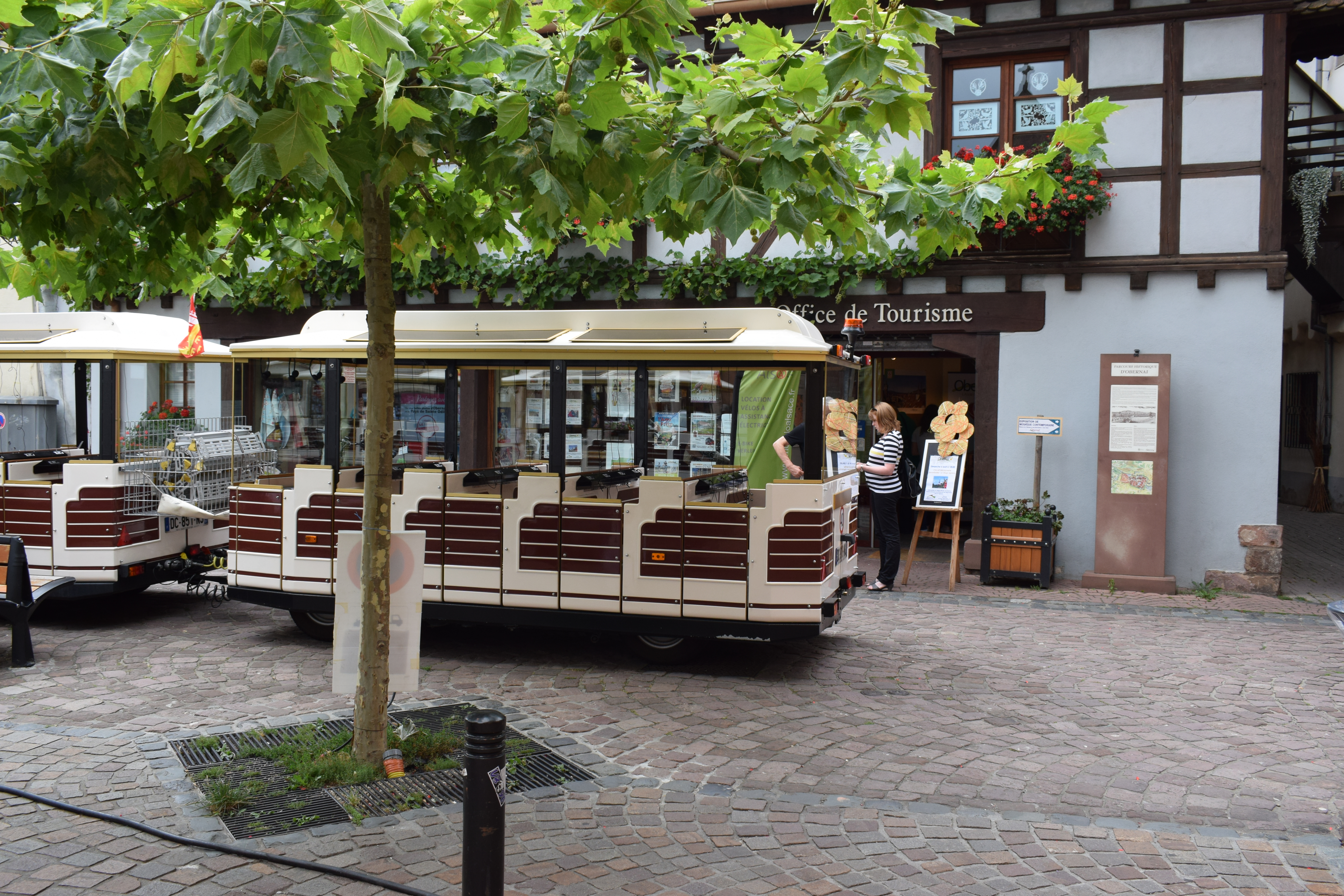
Office de tourisme.

En 2021, le budget de la commune était constitué ainsi :
- total des produits de fonctionnement : 17 409 000 €, soit 1 476 € par habitant ;
- total des charges de fonctionnement : 12 476 000 €, soit 1 057 € par habitant ;
- total des ressources d'investissement : 6 397 000 €, soit 542 € par habitant ;
- total des emplois d'investissement : 5 954 000 €, soit 505 € par habitant ;
- endettement : 7 137 000 €, soit 605 € par habitant.

Avec les taux de fiscalité suivants :
- taxe d'habitation : 23,06 % ;
- taxe foncière sur les propriétés bâties : 25,40 % ;
- taxe foncière sur les propriétés non bâties : 50,69 % ;
- taxe additionnelle à la taxe foncière sur les propriétés non bâties : 0 % ;
- cotisation foncière des entreprises : 0 %.

Chiffres clés Revenus et pauvreté des ménages en 2020 : médiane en 2020 du revenu disponible, par unité de consommation : 23 400 €.

### Intercommunalité
Commune membre de la Communauté de communes du Pays de Sainte-Odile

### Jumelages
- Gengenbach (Allemagne) depuis 1958
- Pully (Suisse) depuis 1986 (dans le canton de Vaud)

Le jumelage entre Obernai et Gengenbach est considéré comme le plus ancien jumelage entre une ville d'Alsace et une ville du Pays de Bade voisin. Le partenariat est né de la médiation entre le prêtre allemand Fridolin Bigott et les maires de l’époque Marcel Gillmann à Obernai et Erhard Schrempp à Gengenbach. Les maires, les représentés des communes, les pompiers, les églises et leurs chœurs, le Club Vosgien et le Schwarzwaldverein, les intéressés pour la musique, les écoles et les jardins d'enfants soignent une coopération profonde. Depuis 2010 existe un « cercle d’amitié du jumelage Obernai-Gengenbach » (Freundeskreis der Partnerschaft zwischen Gengenbach und Obernai).

## Équipements et services publics

### Enseignement
Établissements d'enseignements :
- Écoles élémentaires[47],
- Collèges,
- Lycées.

### Santé
Professionnels et établissements de santé :
- Médecins,
- Pharmacies,
- Hôpitaux à Obernai, Rosheim, Molsheim, Mutzig, Barr.

### Justice, sécurité, secours et défense

#### Défense
Unités militaires ayant été en garnison à Obernai :
- 158e régiment d'infanterie, 1939 - 1940 ;
- 4e demi-brigade de chasseurs à pied, 1939 - 1940 :
  - 1er bataillon de chasseurs à pied, 1939 - 1940,
  - 10e bataillon de chasseurs à pied, 1939 - 1940,
  - 29e bataillon de chasseurs à pied, 1939 - 1940.

## Population et société

### Démographie

#### Évolution démographique
L'évolution du nombre d'habitants est connue à travers les recensements de la population effectués dans la commune depuis 1793. Pour les communes de plus de 10 000 habitants les recensements ont lieu chaque année à la suite d'une enquête par sondage auprès d'un échantillon d'adresses représentant 8 % de leurs logements, contrairement aux autres communes qui ont un recensement réel tous les cinq ans,.

En 2022, la commune comptait 12 303 habitants, en évolution de +12,33 % par rapport à 2016 (Bas-Rhin : +3,17 %, France hors Mayotte : +2,11 %).
| 1793  | 1800  | 1806  | 1821  | 1831  | 1836  | 1841  | 1846  | 1851  |
| ----- | ----- | ----- | ----- | ----- | ----- | ----- | ----- | ----- |
| 6 382 | 4 391 | 4 629 | 4 823 | 4 795 | 4 920 | 4 898 | 5 023 | 5 356 |

| 1856  | 1861  | 1866  | 1871  | 1875  | 1880  | 1885  | 1890  | 1895  |
| ----- | ----- | ----- | ----- | ----- | ----- | ----- | ----- | ----- |
| 5 129 | 5 156 | 5 185 | 4 794 | 4 691 | 4 725 | 4 512 | 4 187 | 3 983 |

| 1900  | 1905  | 1910  | 1921  | 1926  | 1931  | 1936  | 1946  | 1954  |
| ----- | ----- | ----- | ----- | ----- | ----- | ----- | ----- | ----- |
| 3 931 | 3 936 | 3 915 | 3 782 | 3 946 | 3 935 | 4 094 | 4 336 | 4 389 |

| 1962  | 1968  | 1975  | 1982  | 1990  | 1999   | 2006   | 2011   | 2016   |
| ----- | ----- | ----- | ----- | ----- | ------ | ------ | ------ | ------ |
| 4 534 | 6 302 | 7 898 | 8 907 | 9 610 | 10 471 | 11 009 | 10 689 | 10 953 |

| 2021   | 2022   | - | - | - | - | - | - | - |
| ------ | ------ | - | - | - | - | - | - | - |
| 12 216 | 12 303 | - | - | - | - | - | - | - |

#### Pyramide des âges
La population de la commune est plus âgée que celle du département. En 2018, le taux de personnes d'un âge inférieur à 30 ans s'élève à 33,1 %, soit un taux inférieur à la moyenne départementale (35,9 %). Le taux de personnes d'un âge supérieur à 60 ans (29,2 %) est supérieur au taux départemental (24,5 %).
En 2018, la commune comptait 5 447 hommes pour 5 903 femmes, soit un taux de 52,00 % de femmes, supérieur au taux départemental (51,36 %).
Les pyramides des âges de la commune et du département s'établissent comme suit :
| Hommes | Classe d’âge | Femmes |
| ------ | ------------ | ------ |
| 0,6    | 90 ou +      | 1,9    |
| 8,0    | 75-89 ans    | 11,6   |
| 17,1   | 60-74 ans    | 19,1   |
| 19,1   | 45-59 ans    | 19,0   |
| 19,3   | 30-44 ans    | 18,0   |
| 19,7   | 15-29 ans    | 16,3   |
| 16,3   | 0-14 ans     | 14,1   |

| Hommes | Classe d’âge | Femmes |
| ------ | ------------ | ------ |
| 0,6    | 90 ou +      | 1,6    |
| 6,6    | 75-89 ans    | 8,7    |
| 16,2   | 60-74 ans    | 16,7   |
| 20,7   | 45-59 ans    | 20     |
| 19     | 30-44 ans    | 18,8   |
| 19,5   | 15-29 ans    | 18,5   |
| 17,5   | 0-14 ans     | 15,7   |

### Sports
- La ville d'Obernai a été ville départ à l'occasion de la 2e étape du Tour de France 2006 qui emmena le peloton jusqu'à Esch-sur-Alzette au Luxembourg.
- Le FCSR Obernai évolue actuellement au 6e niveau national, la division d'honneur.
- Elle s'enorgueillit avec ses 27 associations sportives d'être le berceau de plusieurs champions de haut niveau, dont le club Dauphins d'Obernai unique club résident de la piscine L'O.
- Elle organise aussi des tournois du Tennis Club. Les trois premières semaines d'août, le tournoi réunit près de 280 compétiteurs du monde entier pour plus de 500 matchs sur terre battue.
- Elle organise également des concours du Club équestre. C'est un concours de saut d'obstacles qui réunit plus de 1 000 cavaliers.

### Divertissements
Les activités proposées en plus du sport :
- Pisteurs d’étoiles
- Triathlon
- Course nocturne du Hans
- Festival de musique de chambre d'Obernai (présidé par Geneviève Laurenceau)
- Les Estivales d’Obernai
- Foire aux vins
- Promenade gastronomique du Schenkenberg
- BiObernai
- Fête d’automne
- Marché de Noël

La ville possède également un centre culturel. Fondé en 1981, il a reçu le label « Relais Culturel » en 1985. Il est né au sein du grand mouvement de décentralisation de la culture impulsé par les ministères de M. Jack Lang. En Alsace, ce fut l'occasion de construire un réseau de diffusion de spectacles vivants grâce à la volonté politique des élus locaux, et ceci en dehors de grandes agglomérations. La salle comporte 163 places et une vingtaine de spectacles y sont programmés chaque saison. En 1995, Marie-Laurence Lesprit, alors chargée de mission à l'Espace Athic, crée la première édition du festival de Nouveau Cirque « Pisteurs d'Étoiles », devenu annuel. L'Espace Athic possède sa salle de cinéma, nommée "13e sens, scène et ciné". L'association responsable du lieu organise des spectacles vivants, conférences et séances de cinéma. Ce programme est complété par un travail de sensibilisation auprès des enfants comme des adultes, tels que des ateliers d'expression artistique (cours de théâtre, stages de cirque, discussions philosophiques...).

### Cultes
- Culte catholique, communauté de paroisses du Piémont du Hohenbourg (Bernardswiller-Niedernai-Obernai-Goxwiller)[55], diocèse de Strasbourg.
- Culte protestant[56],[57].
- Confession juive, la synagogue André-Neher[58].
- Mosquée turque[59].

## Économie

### Entreprises et commerces

#### Agriculture
- Lycée agricole d'Obernai[60].
- CFA agricole du Bas-Rhin[61].
- Centre de formation professionnelle de promotion agricole (CFPPA)[62].

#### Tourisme
Obernai est la deuxième ville touristique du Bas-Rhin après Strasbourg, générant de nombreux emplois dans le tourisme.
- Office de tourisme[64].
- Hôtels, campings, chambres d'hôtes, villages de vacances.
- Restaurants.

Obernai se situe sur la Route des Vins d'Alsace.

#### Commerces et industries
Sans renoncer à son riche passé et à sa vocation touristique, Obernai a su négocier le tournant économique des années 1950 en créant les conditions favorables à l'implantation d'entreprises nouvelles.
Avec quelque 555 établissements, Obernai concentre l'essentiel de l'activité industrielle et tertiaire du canton. Avec 7 800 emplois, le bassin d'Obernai est l'un des plus importants du Bas-Rhin. Son site industriel regroupe notamment les sociétés Hager Group, Triumph, Stoeffler, Supra, Sobovia, CMO, Ebm Papst et Gripple.
La cité bénéficie d'un taux de taxe professionnelle parmi les plus bas de France.
La brasserie Kronenbourg d'Obernai, dite brasserie K2, est construite entre 1966 et 1968. C'est aujourd'hui le plus grand site brassicole de France et l'un des plus importants d'Europe avec une production annuelle de 7 millions d'hectolitres.

## Culture locale et patrimoine

### Lieux et monuments

#### Édifices civils
- Hôtel de ville de style Renaissance[65],[66].
- Beffroi (Kappelturm) : après la démolition de l'ancienne chapelle de la Vierge du XIIIe siècle en 1873, il restait la tour achevée au XVIe siècle à côté de l'hôtel de ville. Ce Kapellturm (« Tour de la chapelle ») s'élève à 60 mètres. Au cinquième étage on l'a doté d'une belle balustrade néo-gothique et d'un toit pointu couvert en ardoise. Ainsi la tour servait de beffroi[67].
  - L'horloge date de 1841[68],[69],[70].
  - Le beffroi contient six cloches, dont deux de 1429 et 1474[71],[72].
- Halle aux blés : ancienne boucherie publique construite en 1554 dans le style Renaissance, auquel sont mêlés des éléments gothiques. La façade avec pignon est ornée de deux têtes de bovins et des armoiries de la ville d'Obernai[73],[74].
- Puits à six seaux (1579)[75],[76],[77],[78].
- Corbeaux[79].
- La Tour Freppel[80].

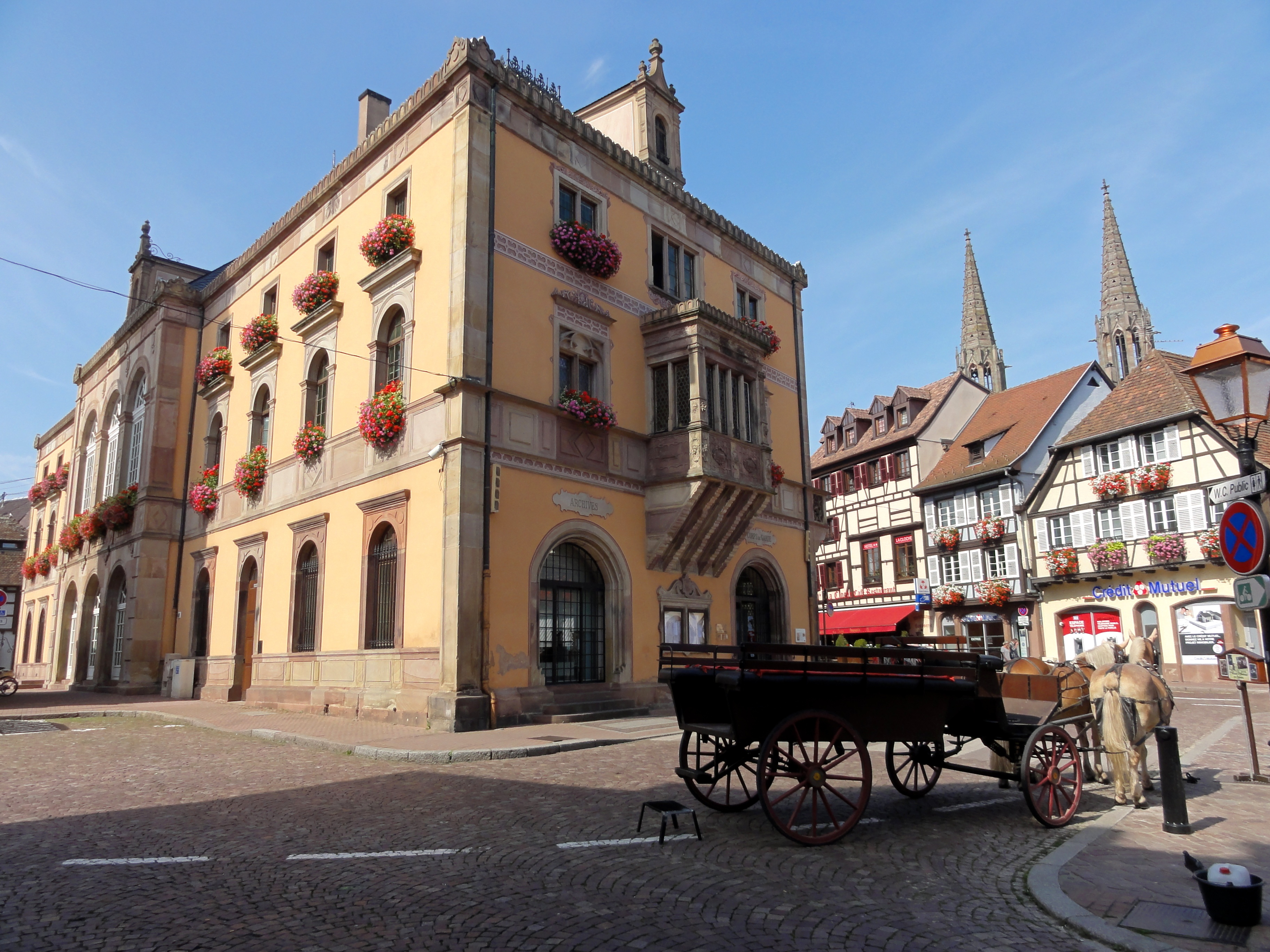
Hôtel de ville (XVIe siècle).
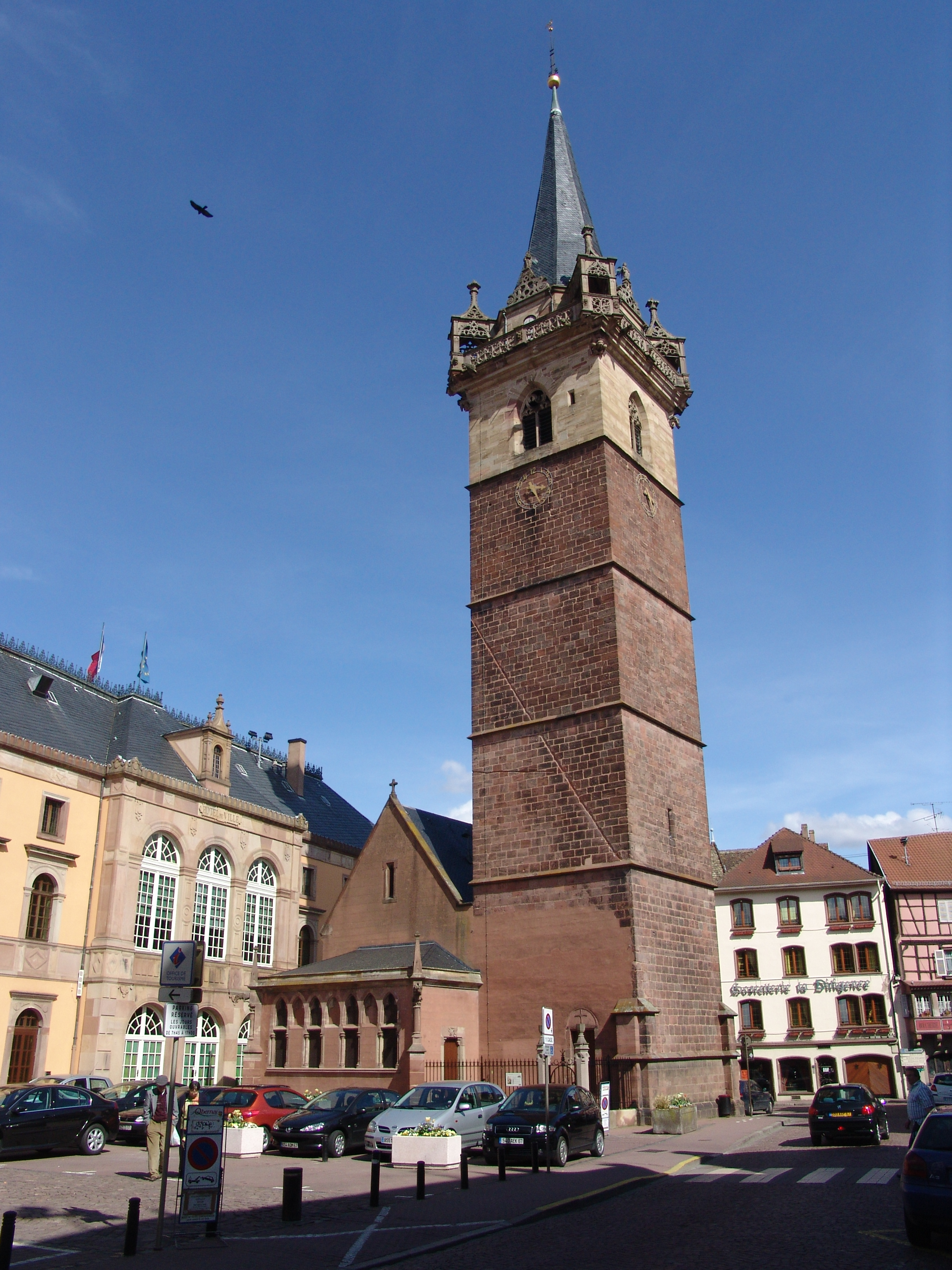
Kappelturm (XVe et XVIe siècles).
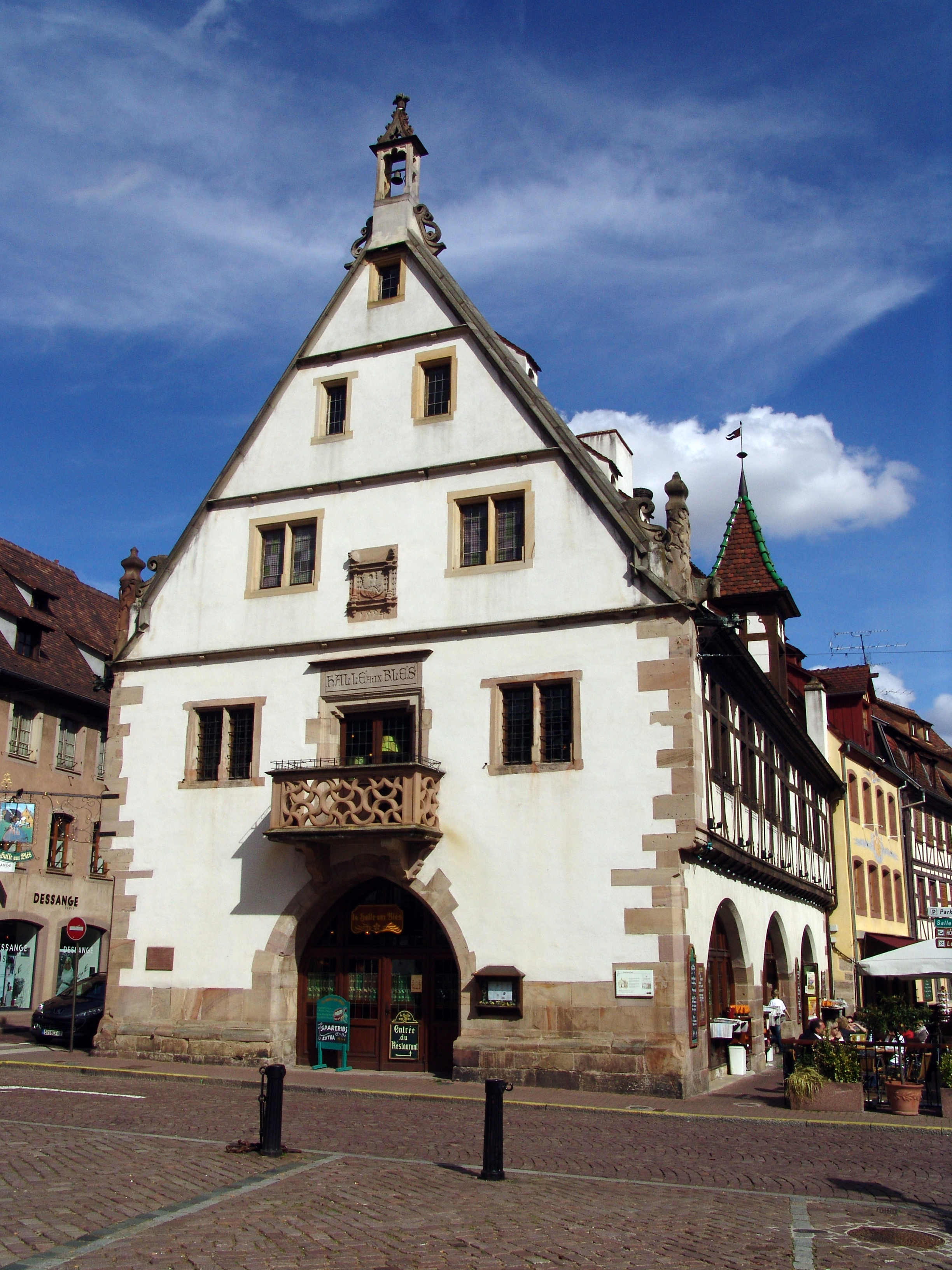
Halle aux blés (XVIe et XVIIe siècles).
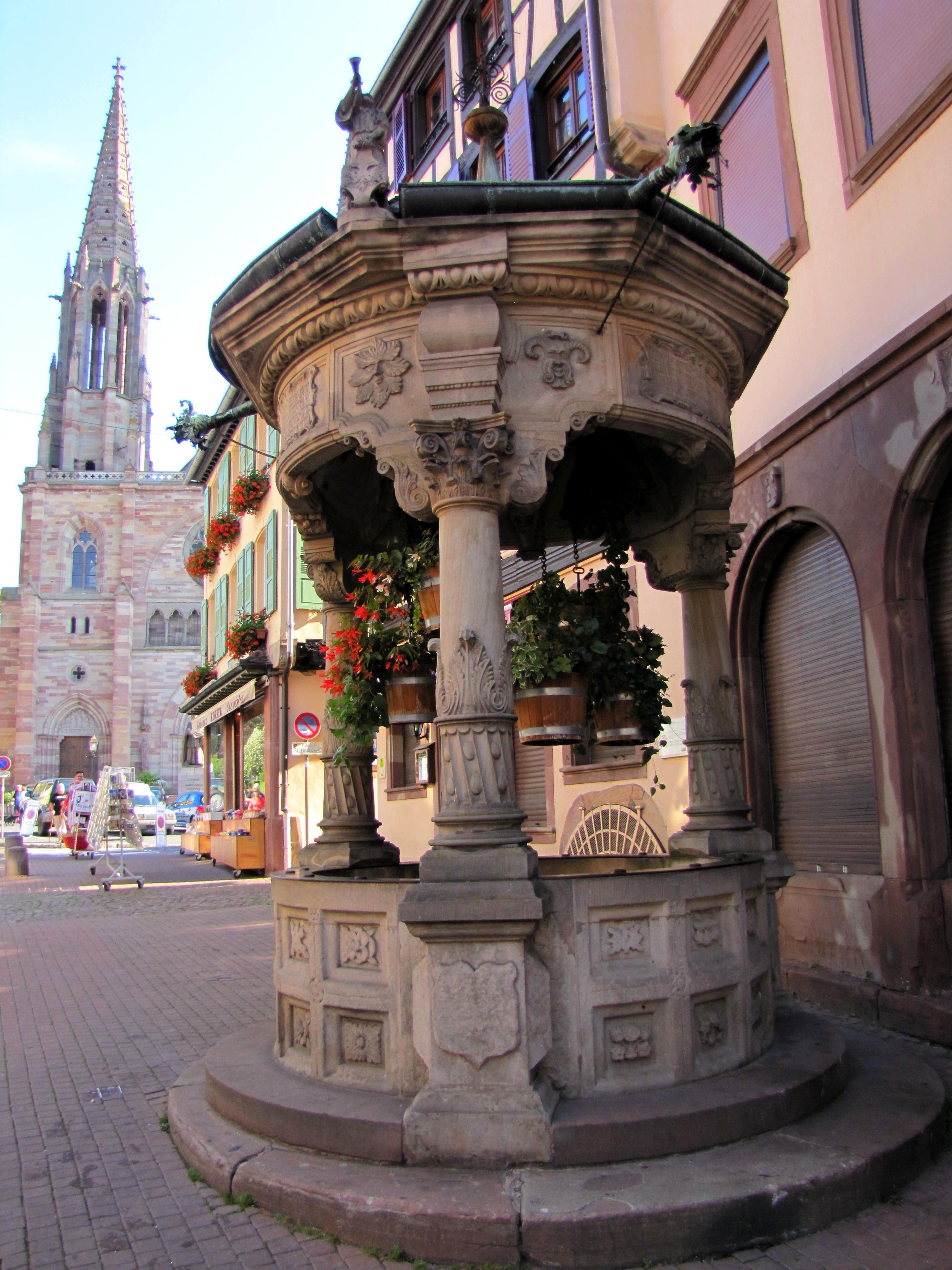
Puits aux six seaux (1579).
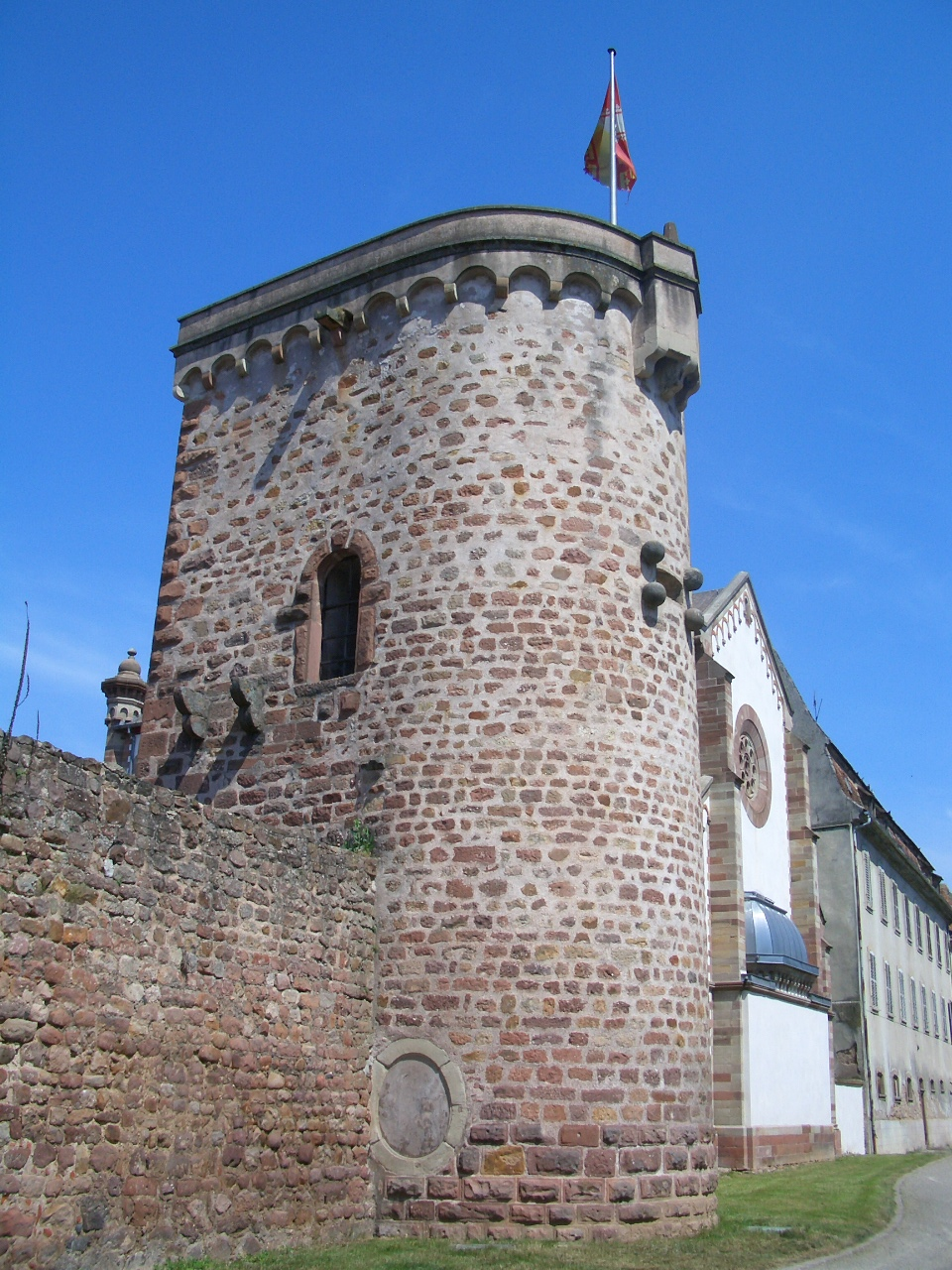
Porte Neher Werner.
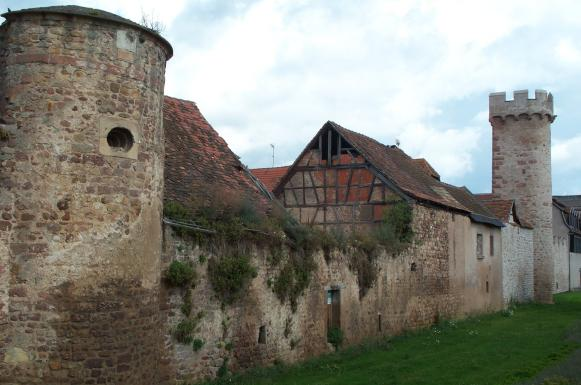
Mur d'enceinte avec sa tour.

- La Mittelbadstube : les anciens bains municipaux, bâtiment de type Renaissance acquis par la ville en 1567 mais les premiers écrits en font état dès 1323. Ce monument classé aux Monuments historiques est situé au 24 rue Sainte-Odile[81].
- Établissement de bains dit Untere Badstub[82], situé au 23 rue de Sélestat.
- La fontaine Sainte-Odile : hommage reconnaissant d'Obernai, à l'illustre patronne de l'Alsace, elle a été édifiée en 1893, pour mettre fin aux travaux d'adduction d'eau courante[83].
- La maison dite maison natale de sainte Odile (XVe siècle-XVIe siècle), rue Athic[84].
- La maison « romane » ou ancienne maison seigneuriale de Rathsamhausen, puis maison dîmière de Morimont, puis maison de Gail (XIIIe siècle-XVIe siècle), rue des Pèlerins[85],[86].
- La Maison dite Cour Meyer ou Cour de Gail (XVIIe siècle), 3 rue de Gail[87],[88].
- Château d'Oberkirch : édifice reconstruit entre 1843 et 1846 préservant des caractères d'un château fort plus ancien du XVIe siècle ou du XVIIe siècle[89].
- Château El Biar : bâtiment construit de 1864 à 1865 sur le domaine d'un ancien moulin, l'Aumuehle, par le général de Vives (1802-1884) ; il porte le nom d'un quartier résidentiel d'Alger[90].
- Château de Gail (1826–1827) : actuel lycée Freppel[91].
- Domaine de la Léonardsau (XIXe siècle - début du XXe siècle)[92],[93].
- Rempart Maréchal-Foch[94].
- Moulins[95] : la ville comptait 24 moulins à eau. En 1791, 18 étaient encore en service, en 1885 plus que 6. Ils sont aujourd'hui des maisons d'habitation.
- En 2013, une équipe de l'INRAP a mis au jour une nécropole barbare à Obernai. D'autres fouilles effectuées sur le site ont permis de découvrir des pièces attestant d'une présence humaine sur plus de 6 000 ans[96].

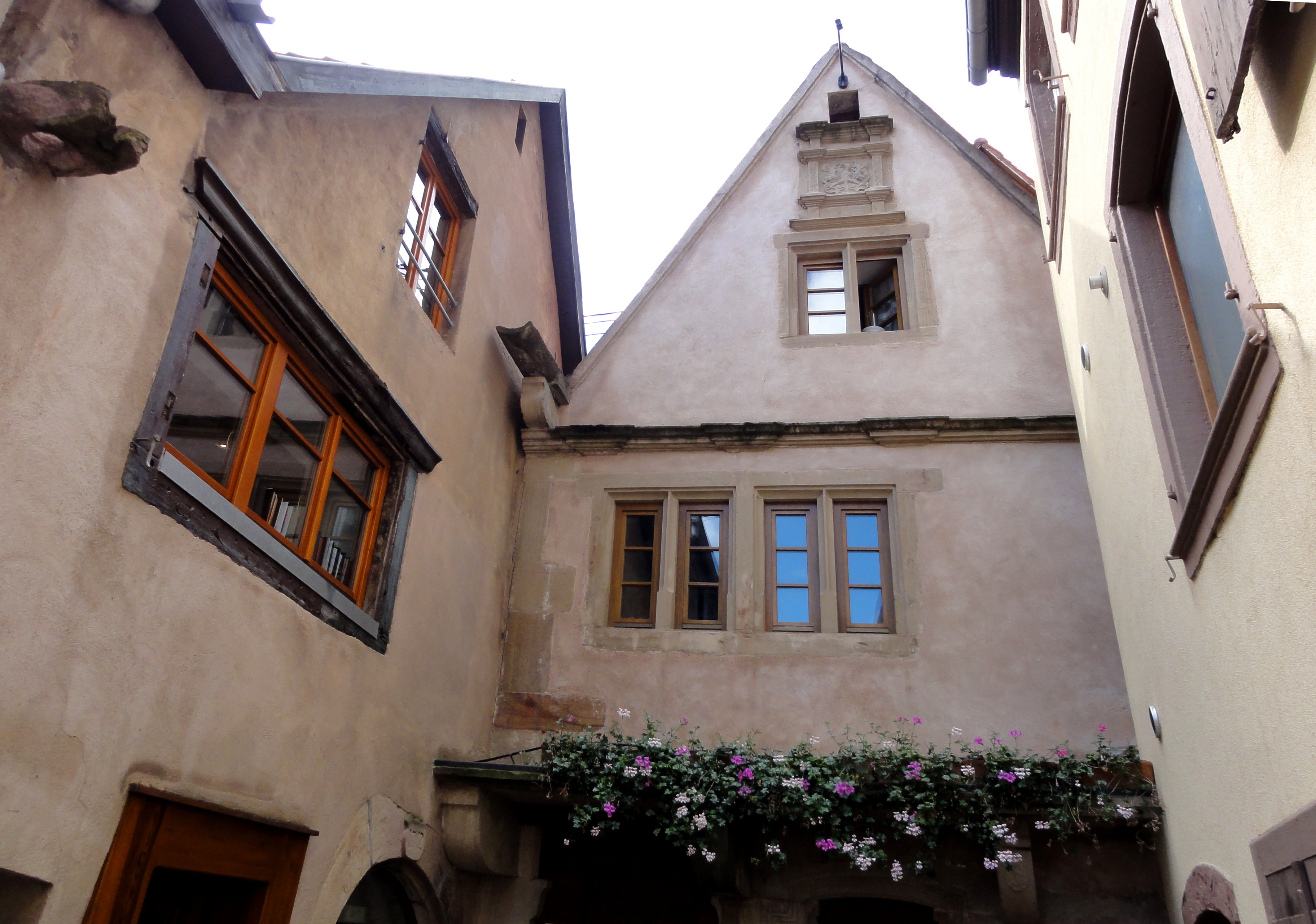
Établissement de bains dit Mittelbadstub (XVIe), 24 rue Sainte-Odile.
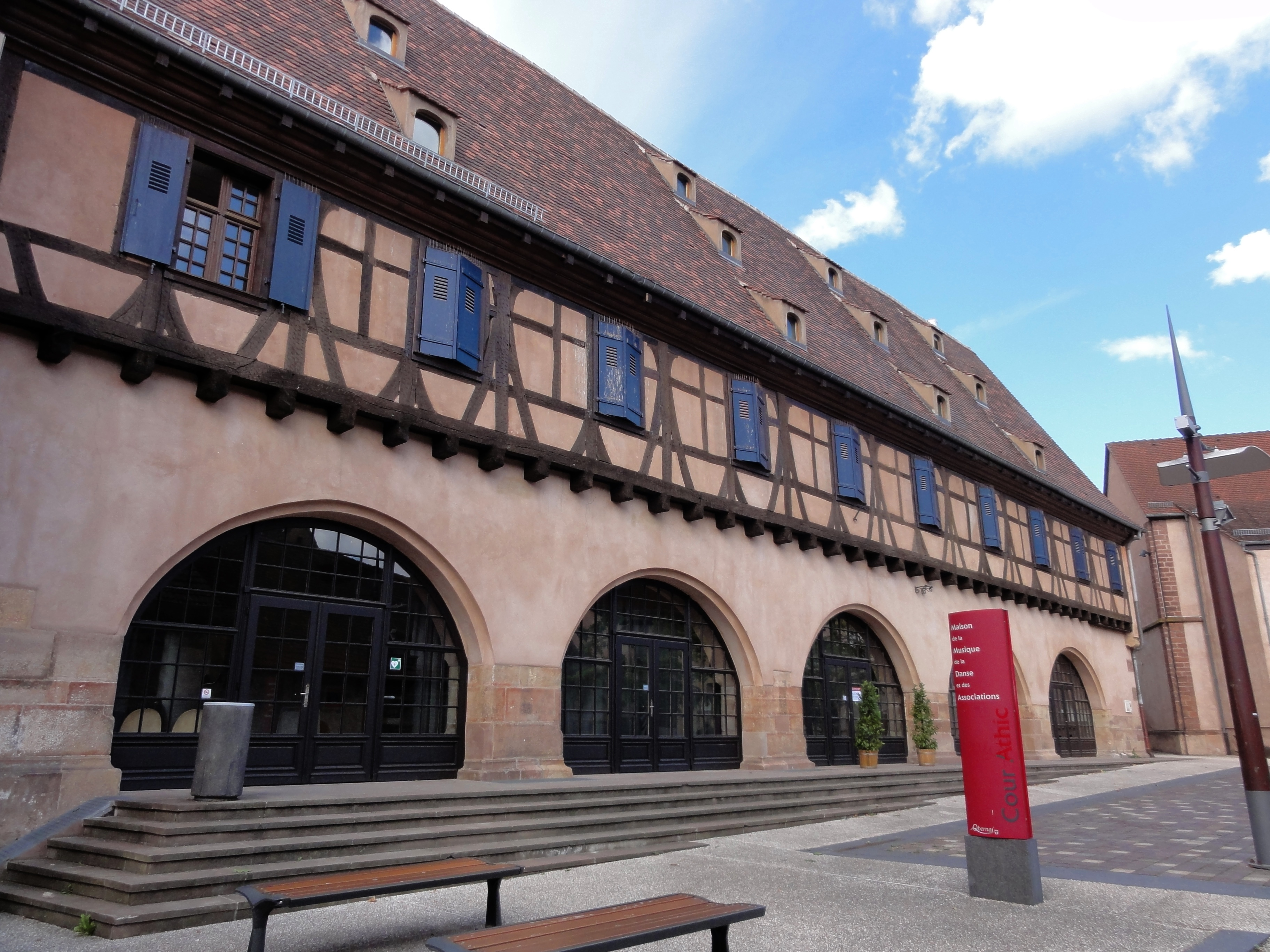
Maison natale de sainte Odile, école (XVe-XVIe), rue Athic.
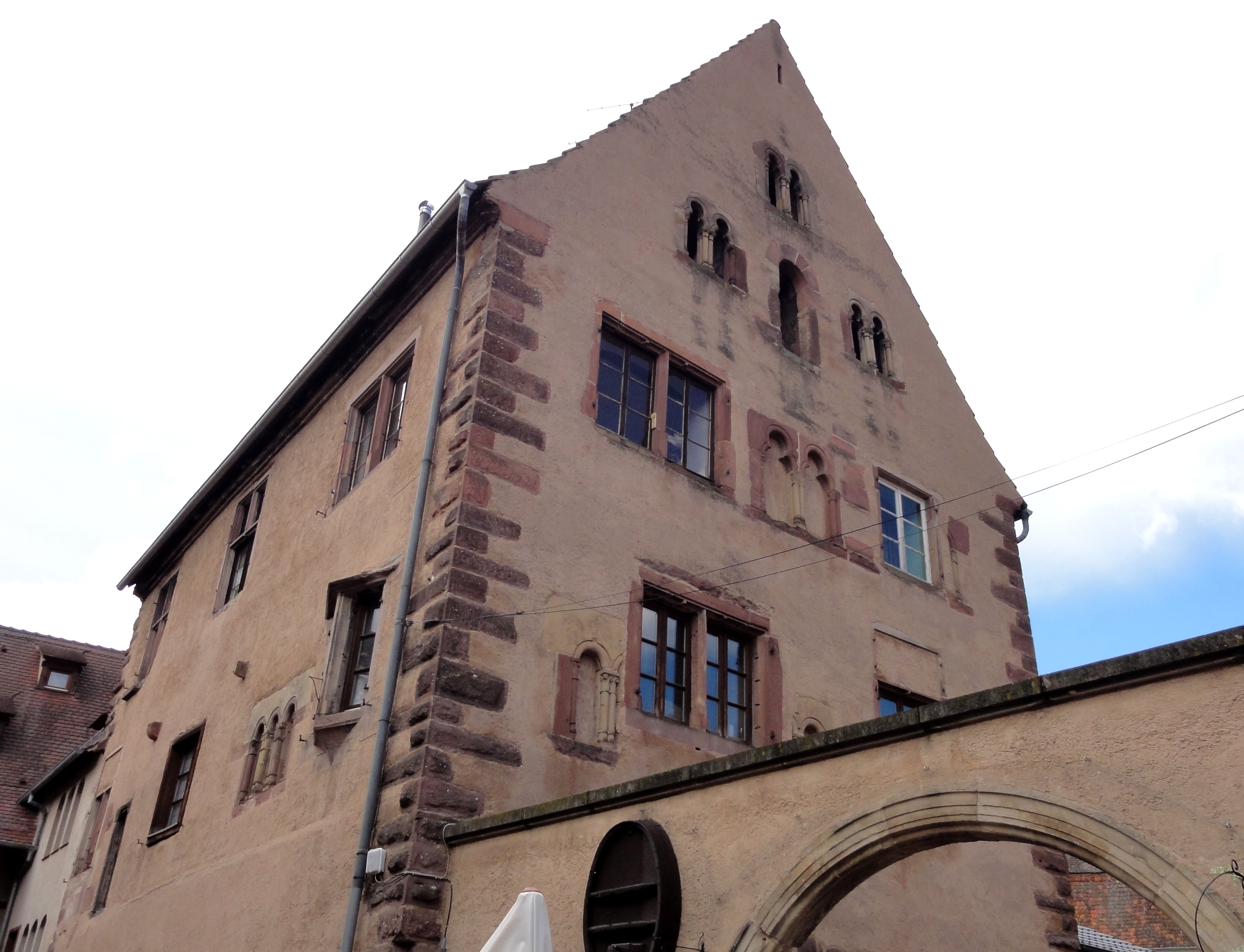
Maison seigneuriale de Rathsamhausen, puis maison dîmière de Morimont, puis maison de Gail (XIIIe-XVIe), rue des Pèlerins.
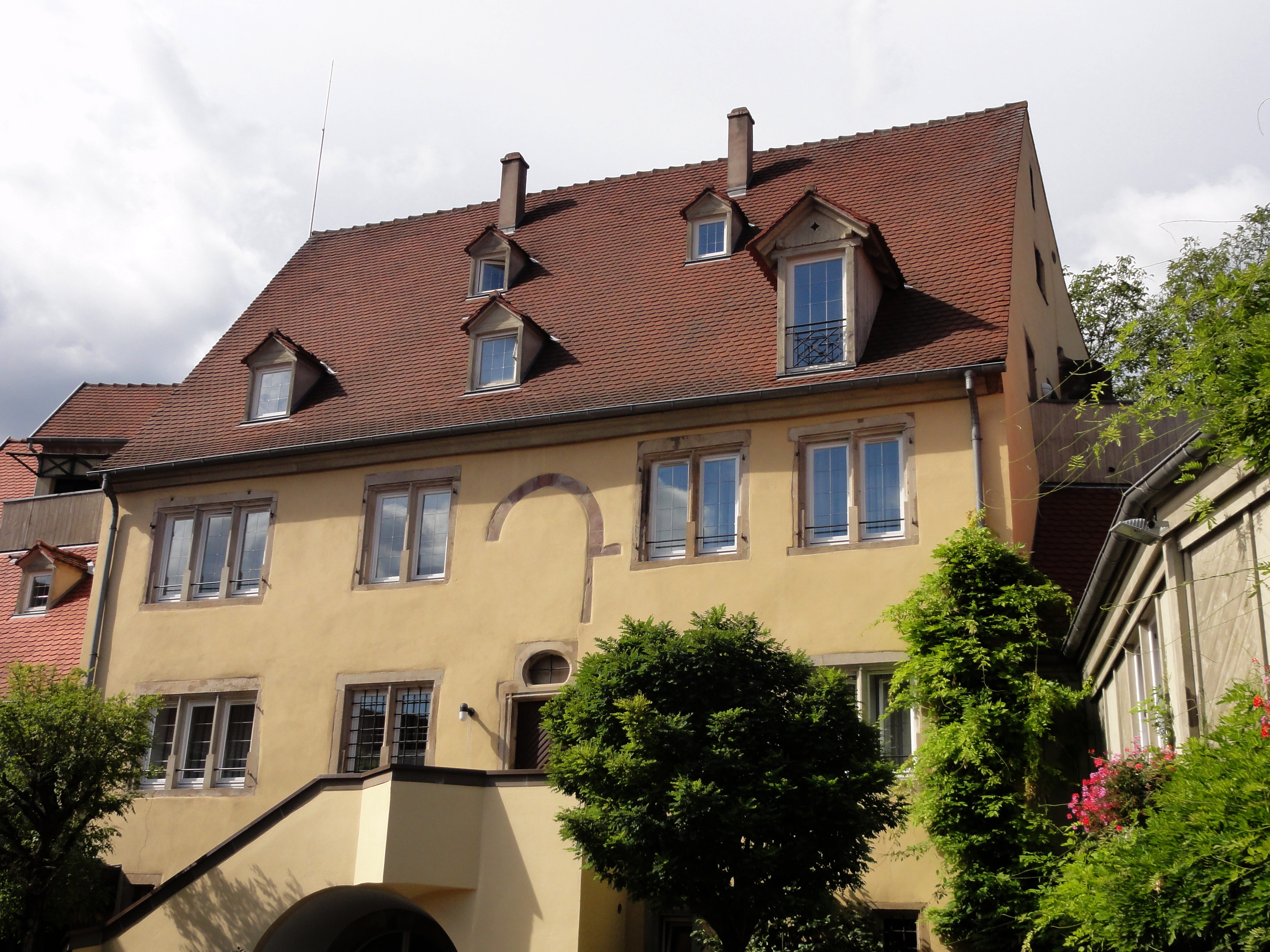
Maison dite Cour de Gail (XVIIe), 3 rue de Gail.
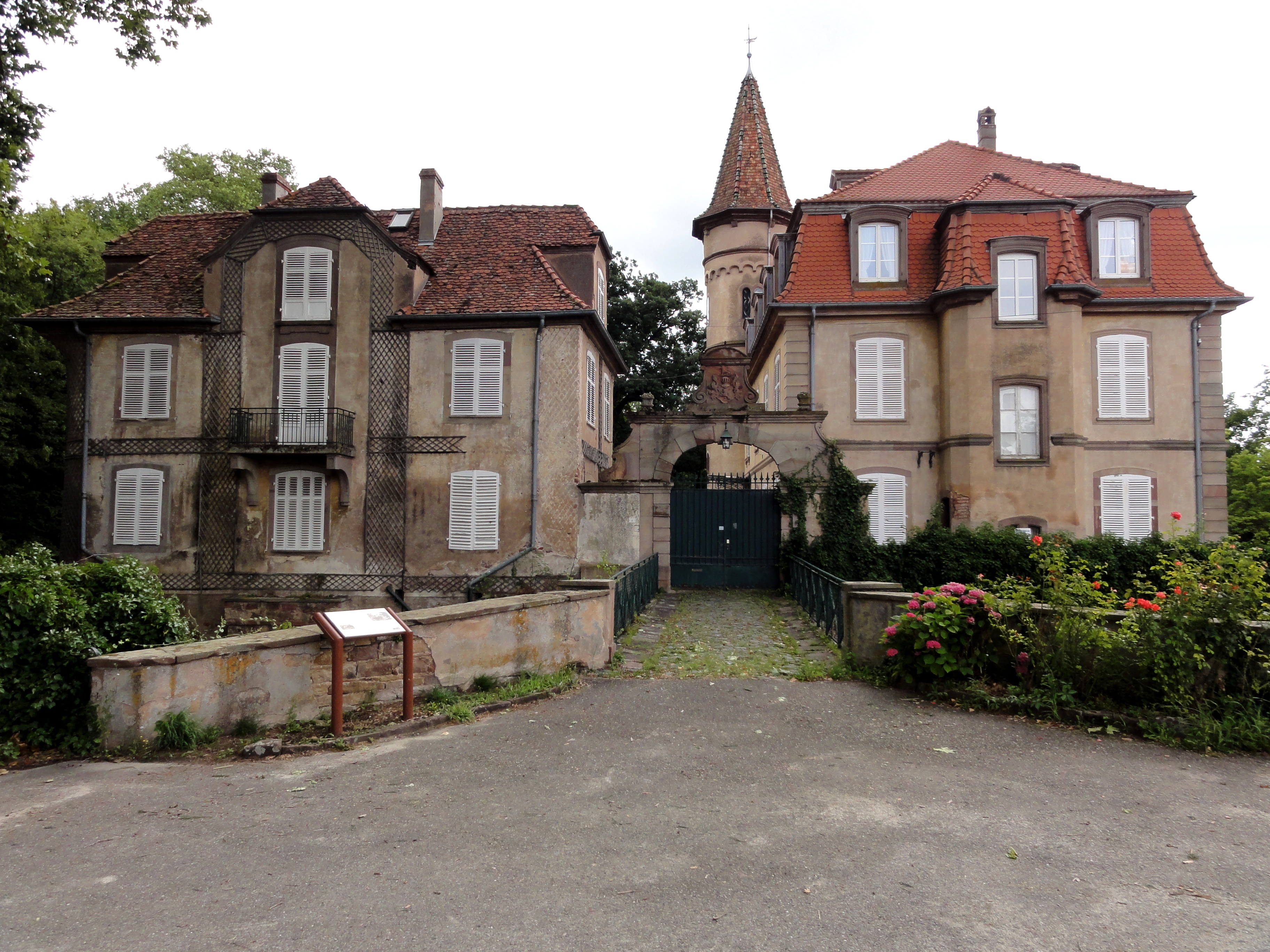
Château fort dit château d'Oberkirch (XVIe-XVIIe-XIXe).
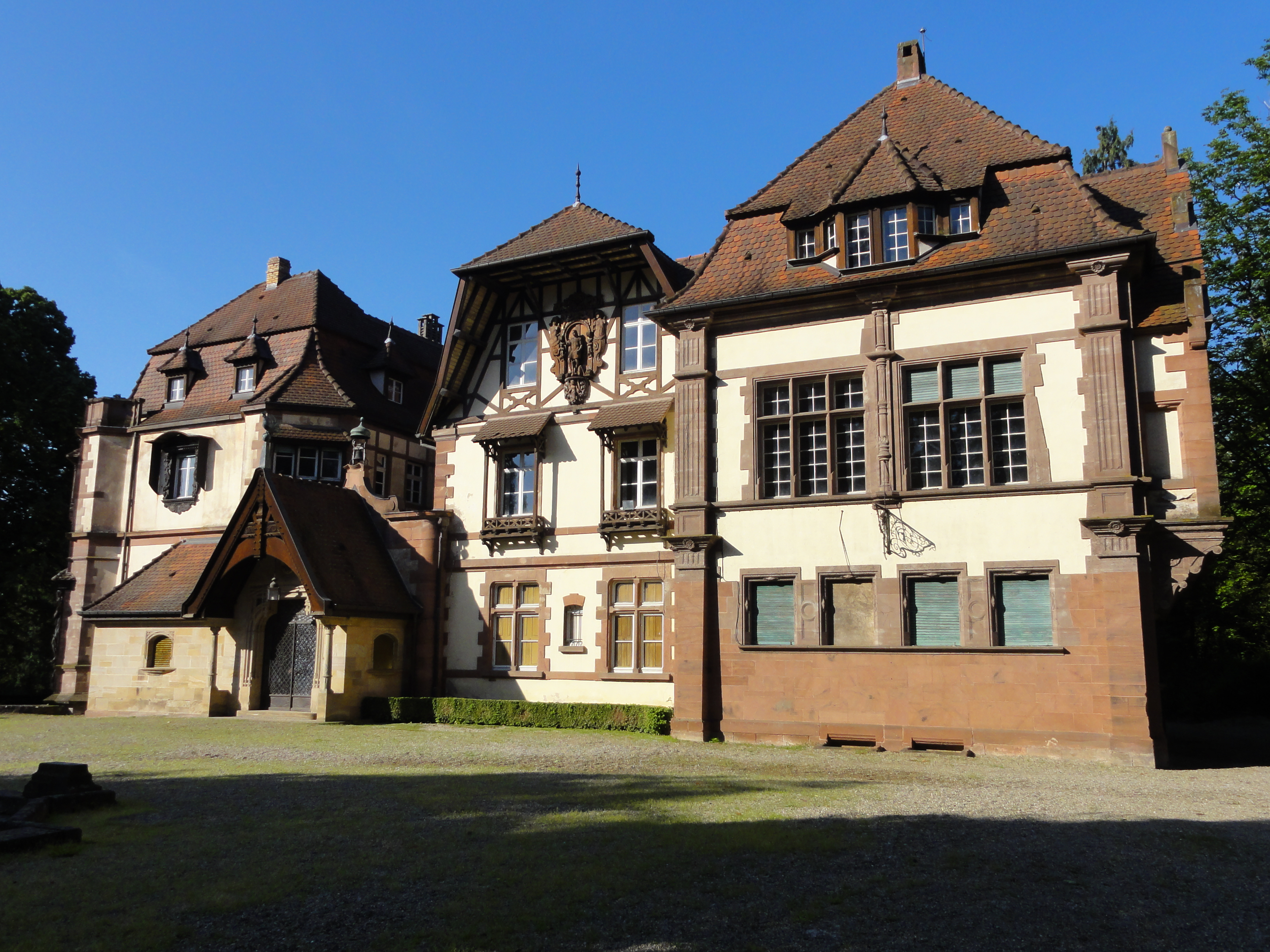
Domaine de la Leonardsau (1899-1921).
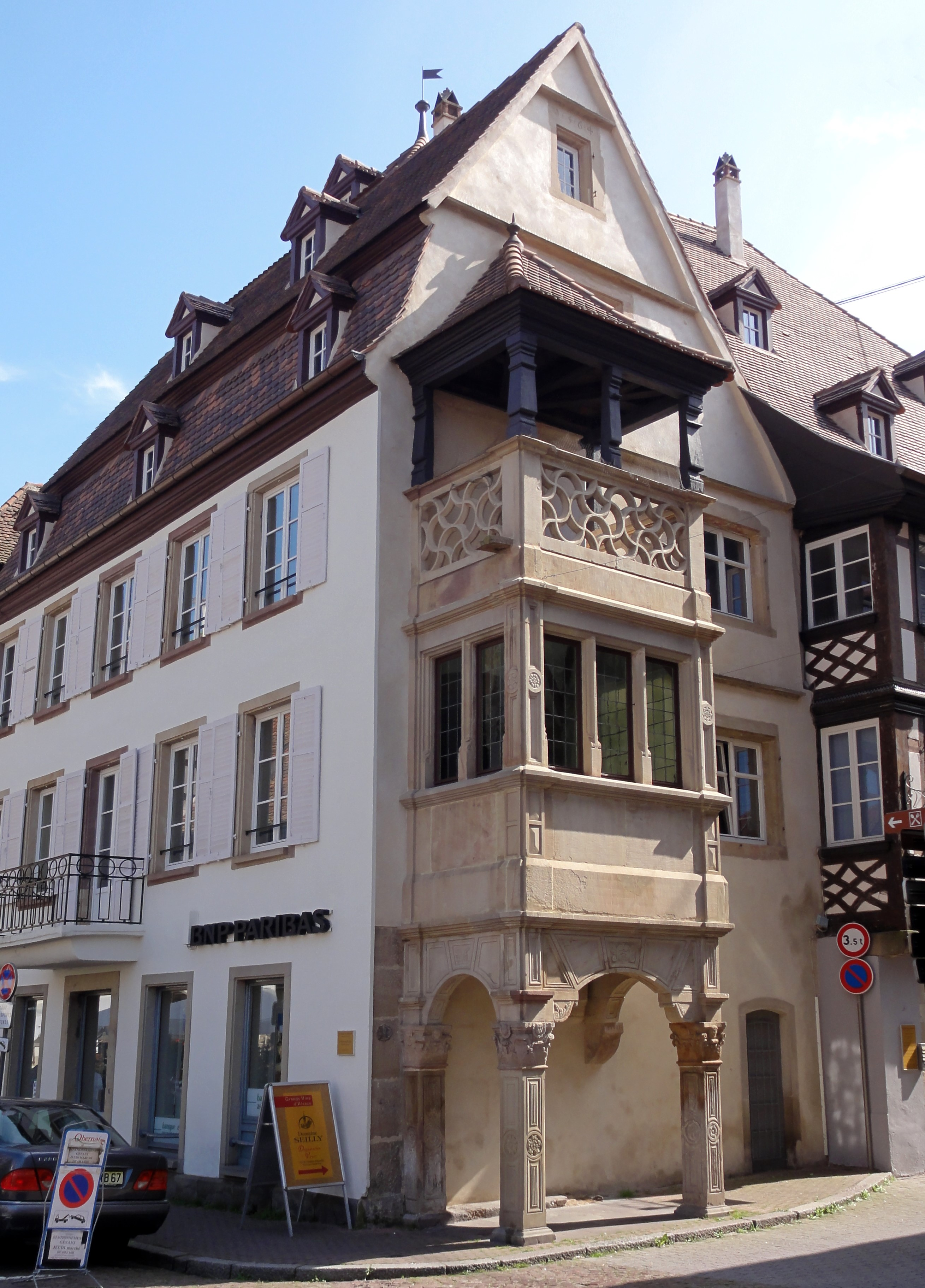
Immeuble (XVIe) avec oriel, 20 place du Marché.
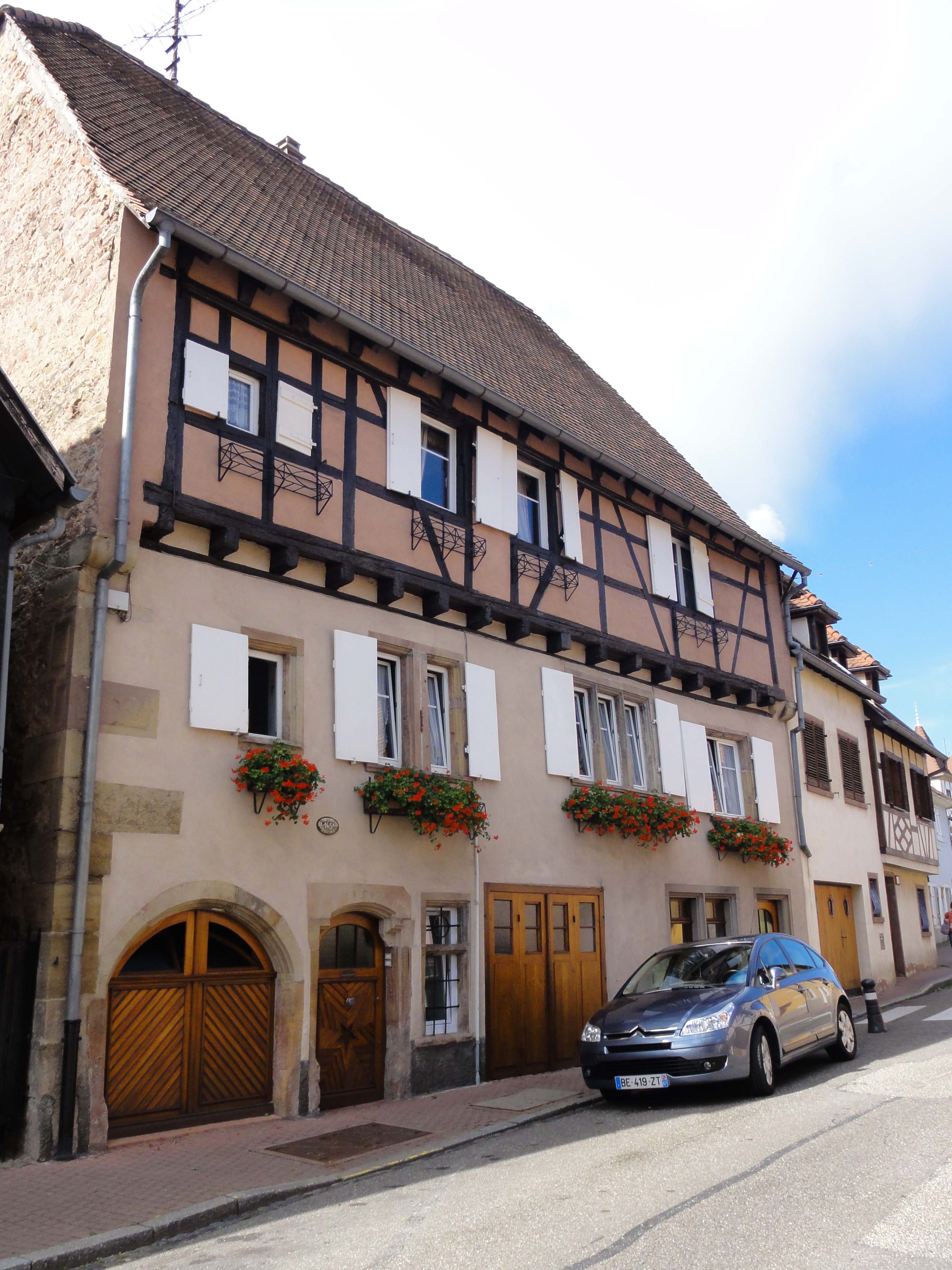
Maison anciennement Hell d'Oberkirch (XVIe), 145 rue du Général-Gouraud.
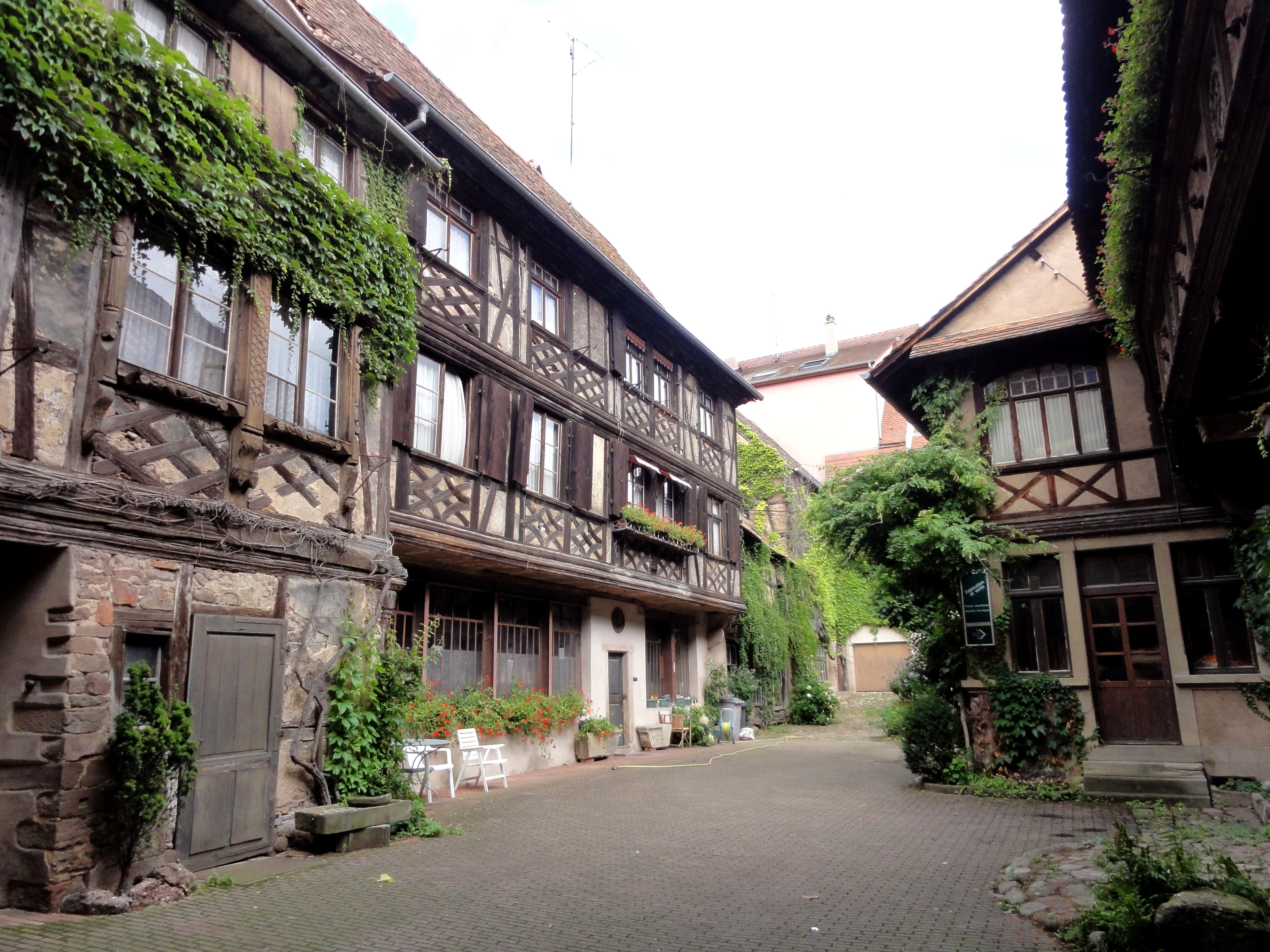
Maison dite Cour Fastinger[97], 68-70 rue du Général-Gouraud (XVIe-XVIIe).
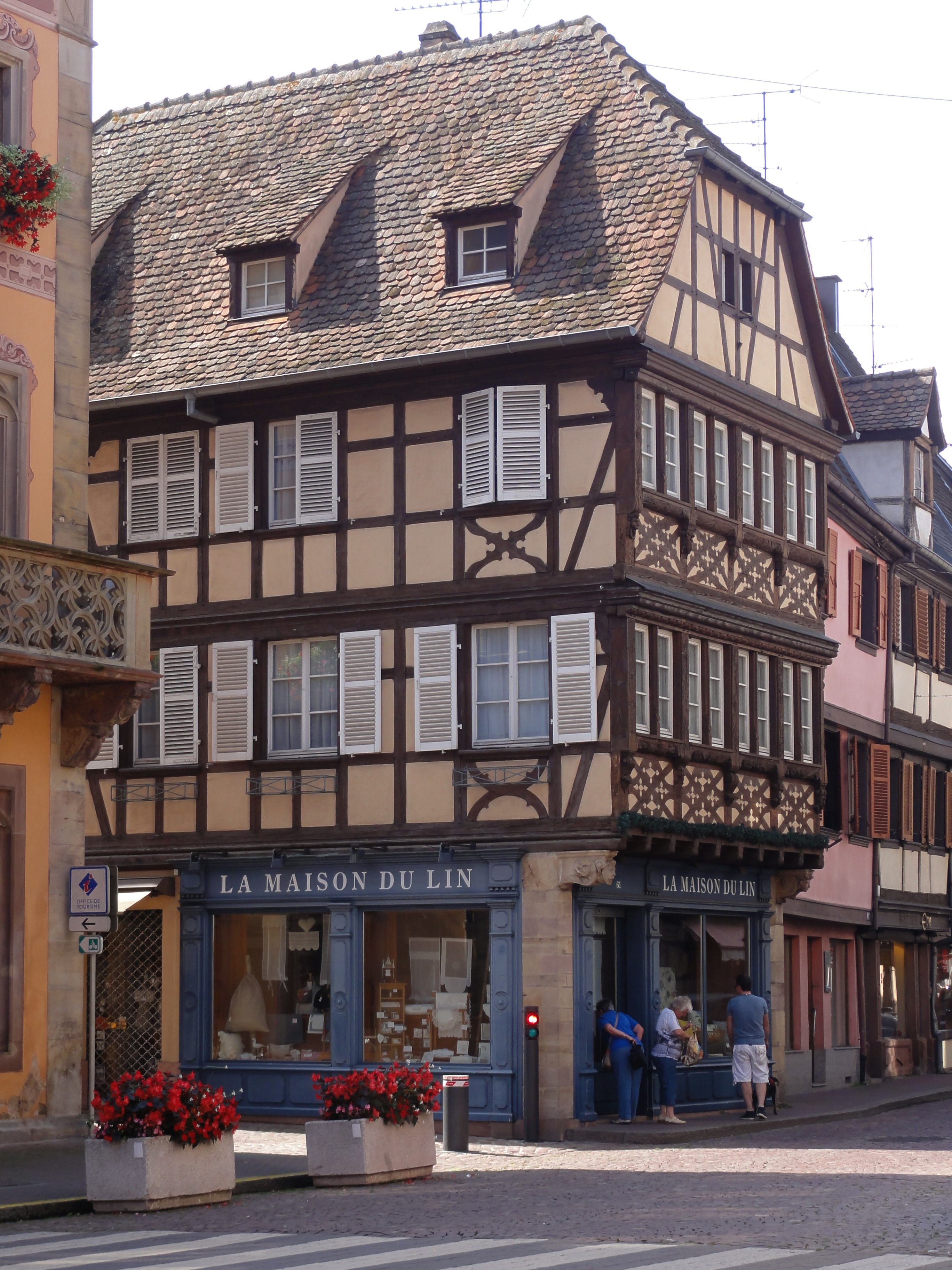
Maison Steger (XVIIe), 61 rue du Général-Gouraud.
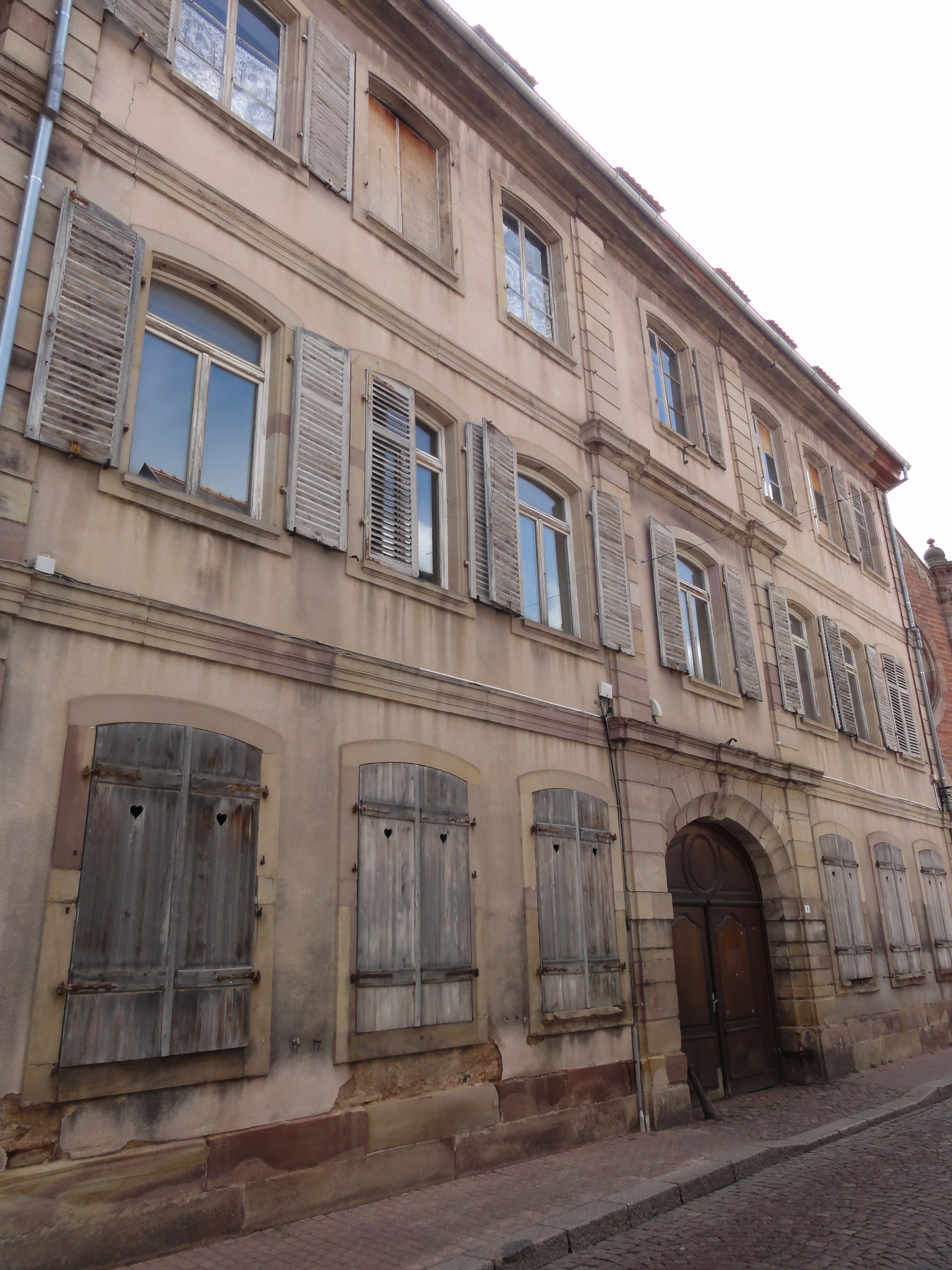
Hôtel dit de la Cour de Niedermunster (1751), 7 rue de Sélestat.

#### Édifices religieux
- Abbaye ruinée de Truttenhausen. Ancien couvent des chanoines réguliers de Saint-Augustin (XVe siècle). L'abbaye de Truttenhausen fut fondée vers 1180 et connut un grand développement jusqu'au XVe siècle. Elle fut dévastée aux XVe et XVIe siècles par les guerres et les incendies. Ses ruines furent acquises en 1648 par les Landsberg. Elles sont aujourd'hui propriété de la famille de Turckheim. Classée aux Monuments historiques.
- Chapelle Notre-Dame, rue Sainte-Odile[98] dont la tour rehaussée a donné le Kappelturm[99].
- Église Saints-Pierre-et-Paul[100],[101],[102],[103],[104],[105],
  - son orgue de tribune de 1882 de Joseph Merklin[106],[107],[108],[109],[110],[111],
  - son orgue de chœur d'Yves Kœnig, de 1992[112].
- Église protestante Saint-Jean-le-Jeune. Elle a été construite en 1902, rue du Général Leclerc.
  - et son orgue[113] construit en 1968 par Xavier Silbermann[114],[115].

- Chapelle de la Vierge et du-Mont-des-Oliviers, rue de la Victoire[116],[117].
- Vestiges de l'église Saint-Jean-Baptiste d'Oberlinden dite Oberkirch, rue du Château[118],[119].
- Chapelle du château d'Hell-Oberkirch, chapelle du Parc[120].
- Chapelle du Couvent des Capucins, construite en 1666, rue des Capucins.
- Chapelle de la Croix, rue de la Victoire au cimetière.
- Synagogue construite en 1876[121],[122],[123],[124],[125].

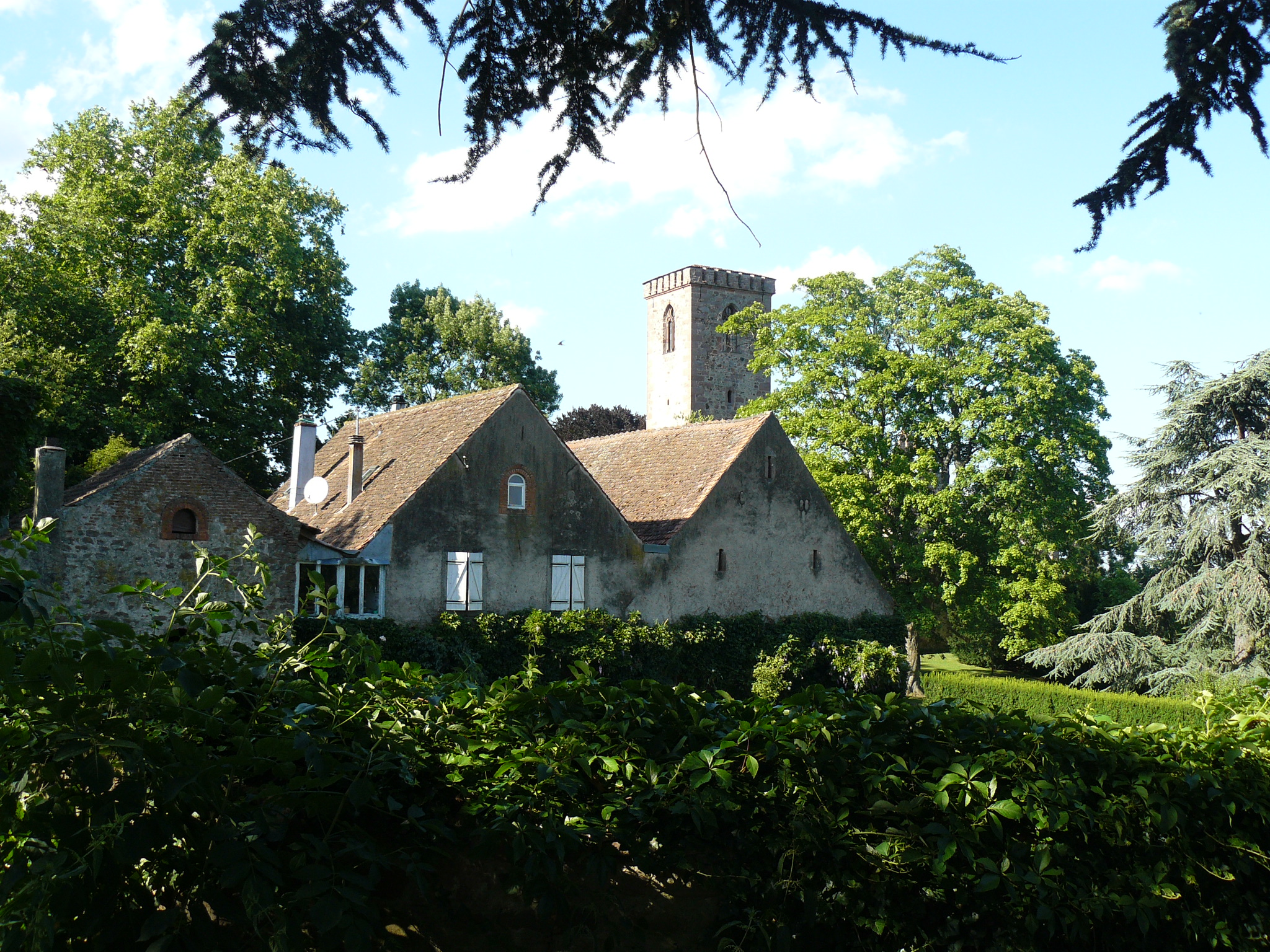
Vestiges de l'ancienne abbaye de Truttenhausen, ancien couvent des chanoines réguliers de Saint-Augustin (XVe).
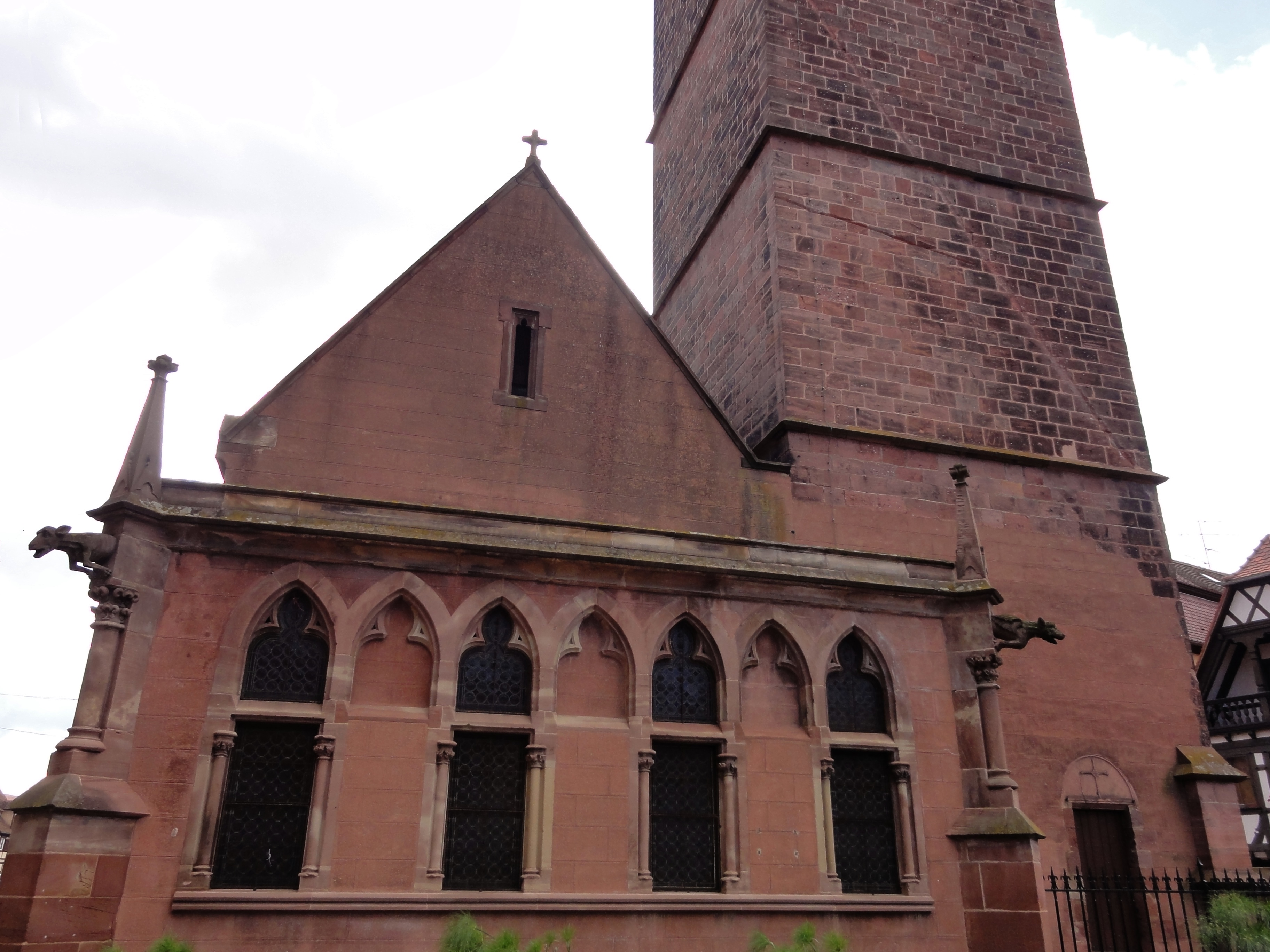
Chapelle Notre-Dame (XIIe-XVe-XVIe) « Kappelturm ».
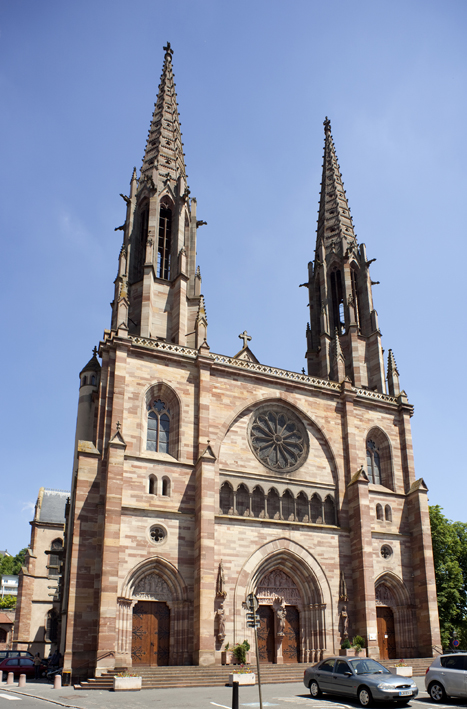
Église Saints-Pierre-et-Paul (XIXe).
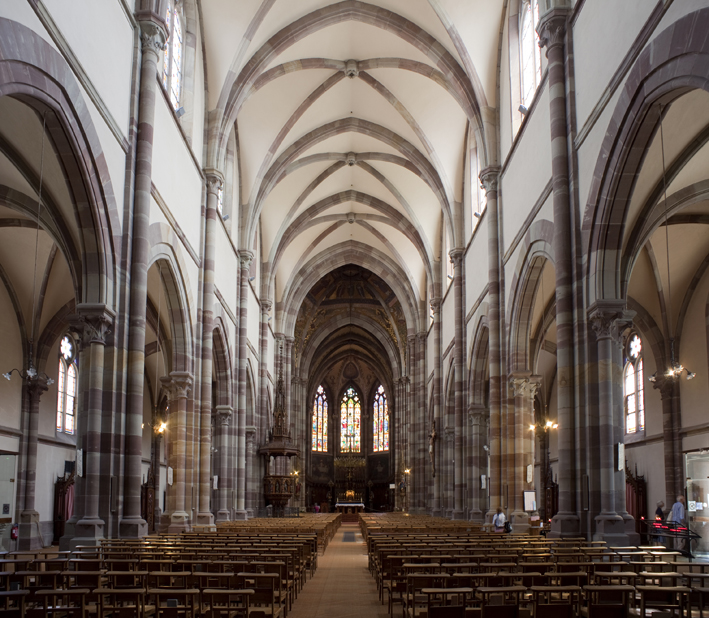
Vue intérieure de la nef vers le chœur.
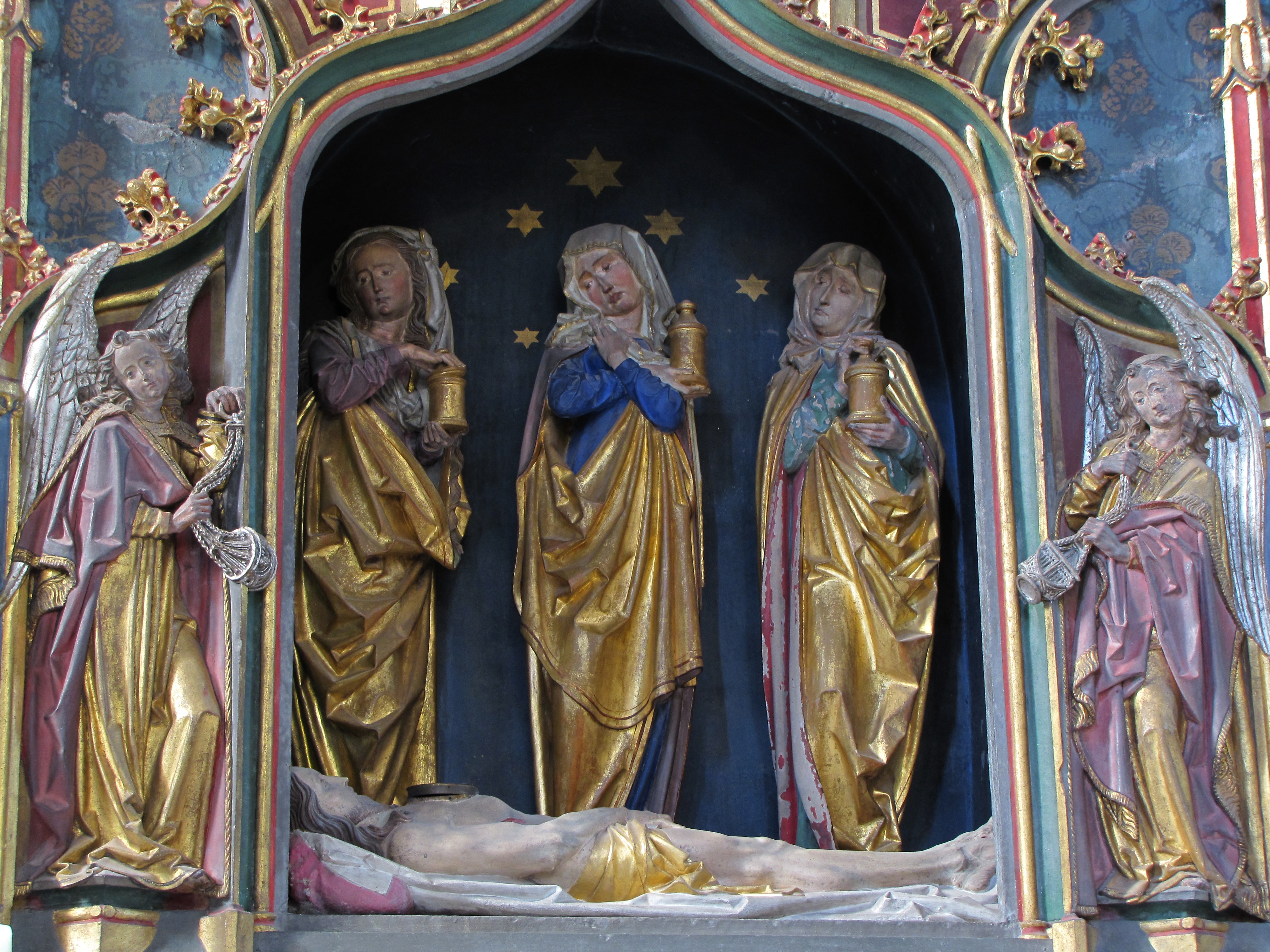
Saint Sépulcre (1504).
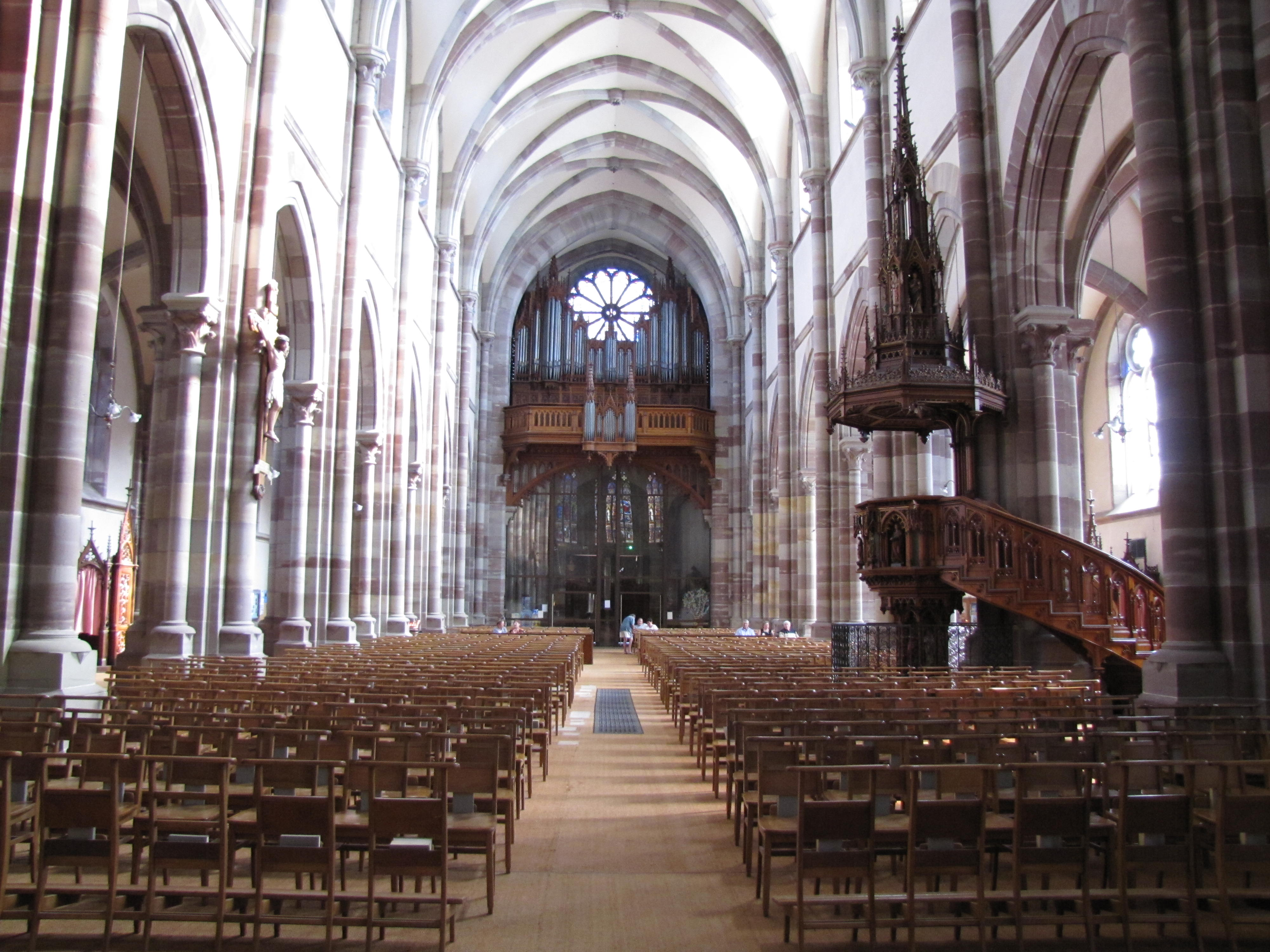
Vue intérieure de la nef vers la tribune de l'orgue Merklin (1881).
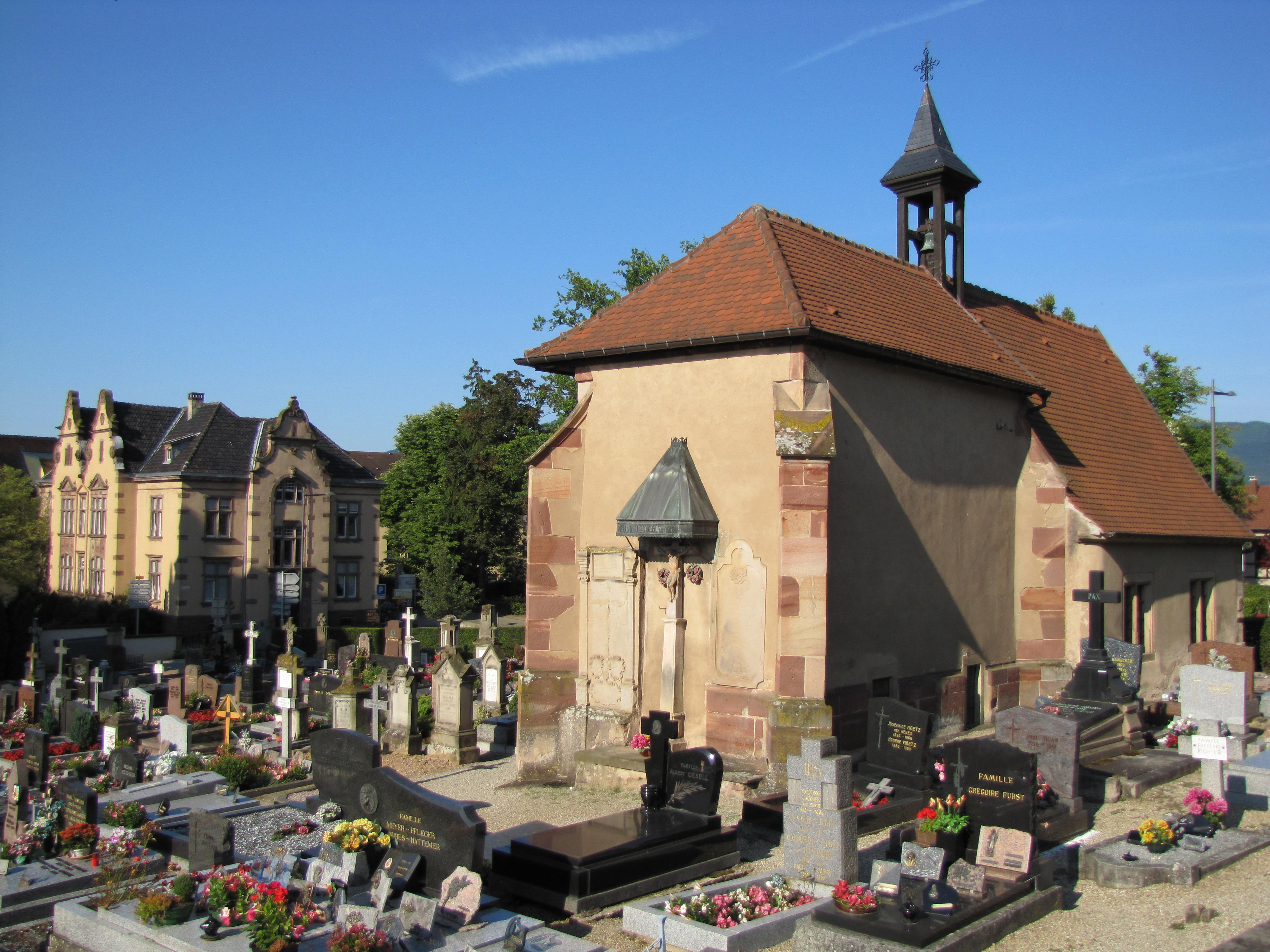
Chapelle du cimetière avec Mont des Oliviers (XVIe-XVIIe)[126].
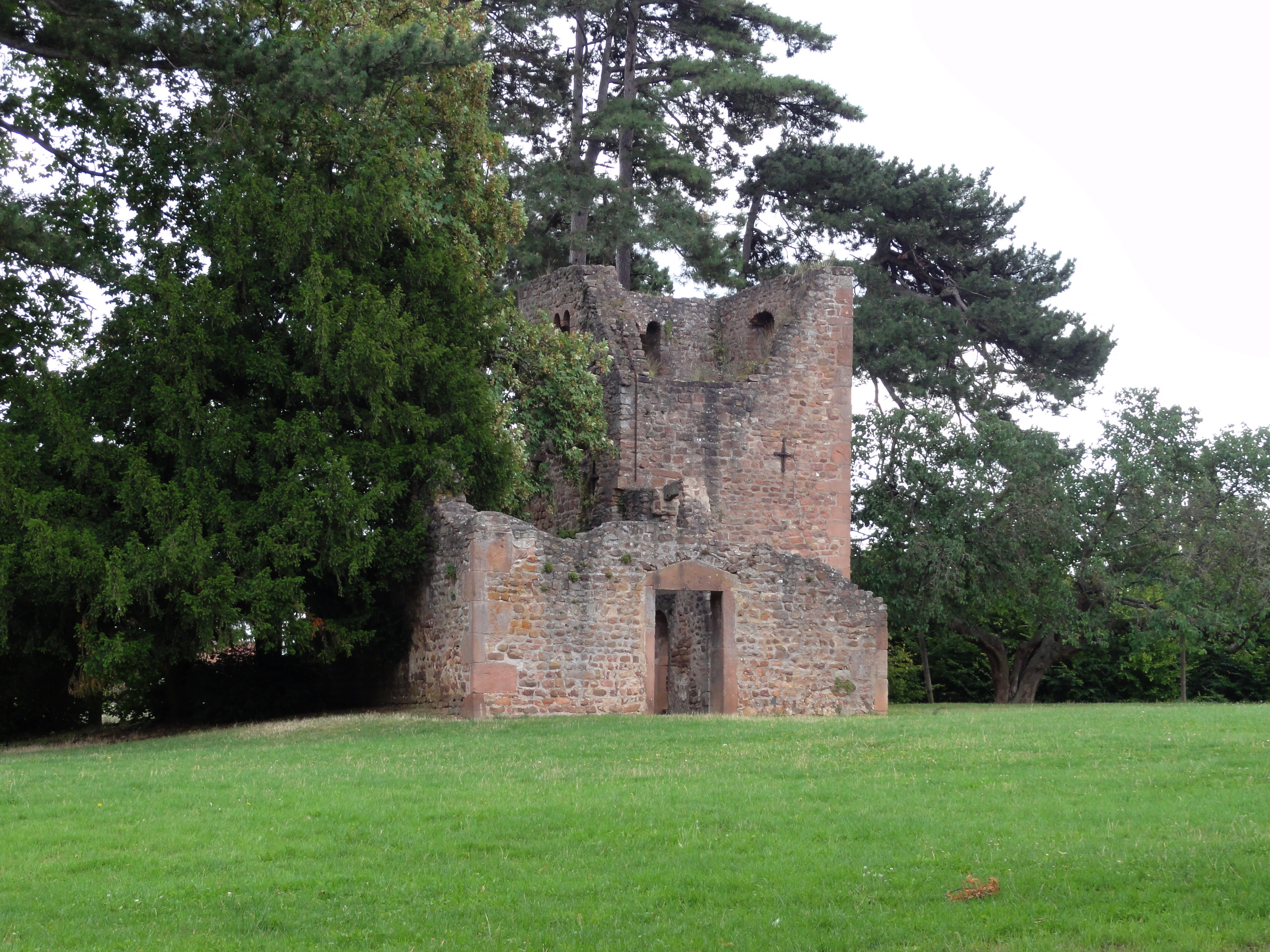
Ruines de l'église Saint-Jean-Baptiste, dite Oberkirch (XIIIe).
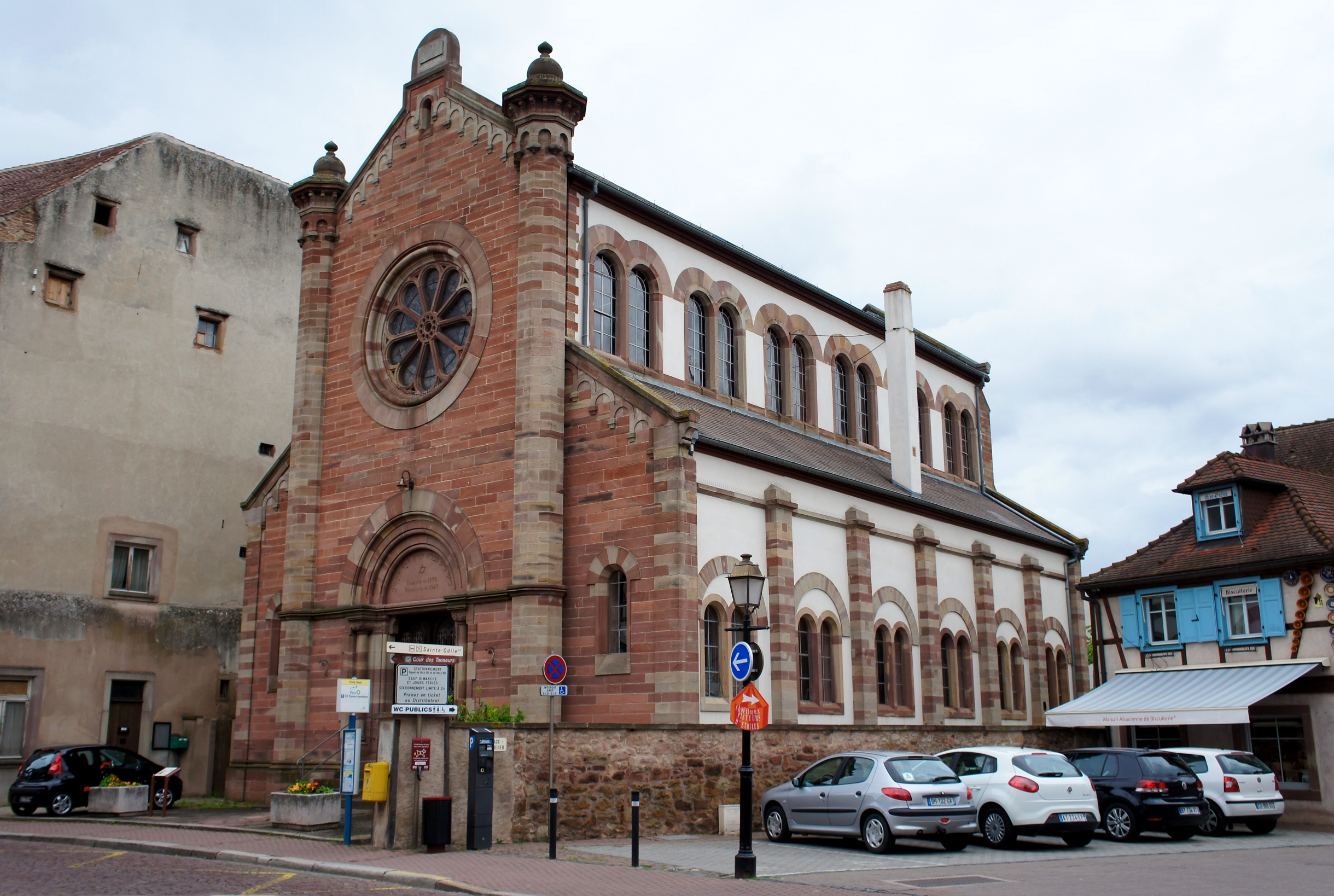
Synagogue (1876).
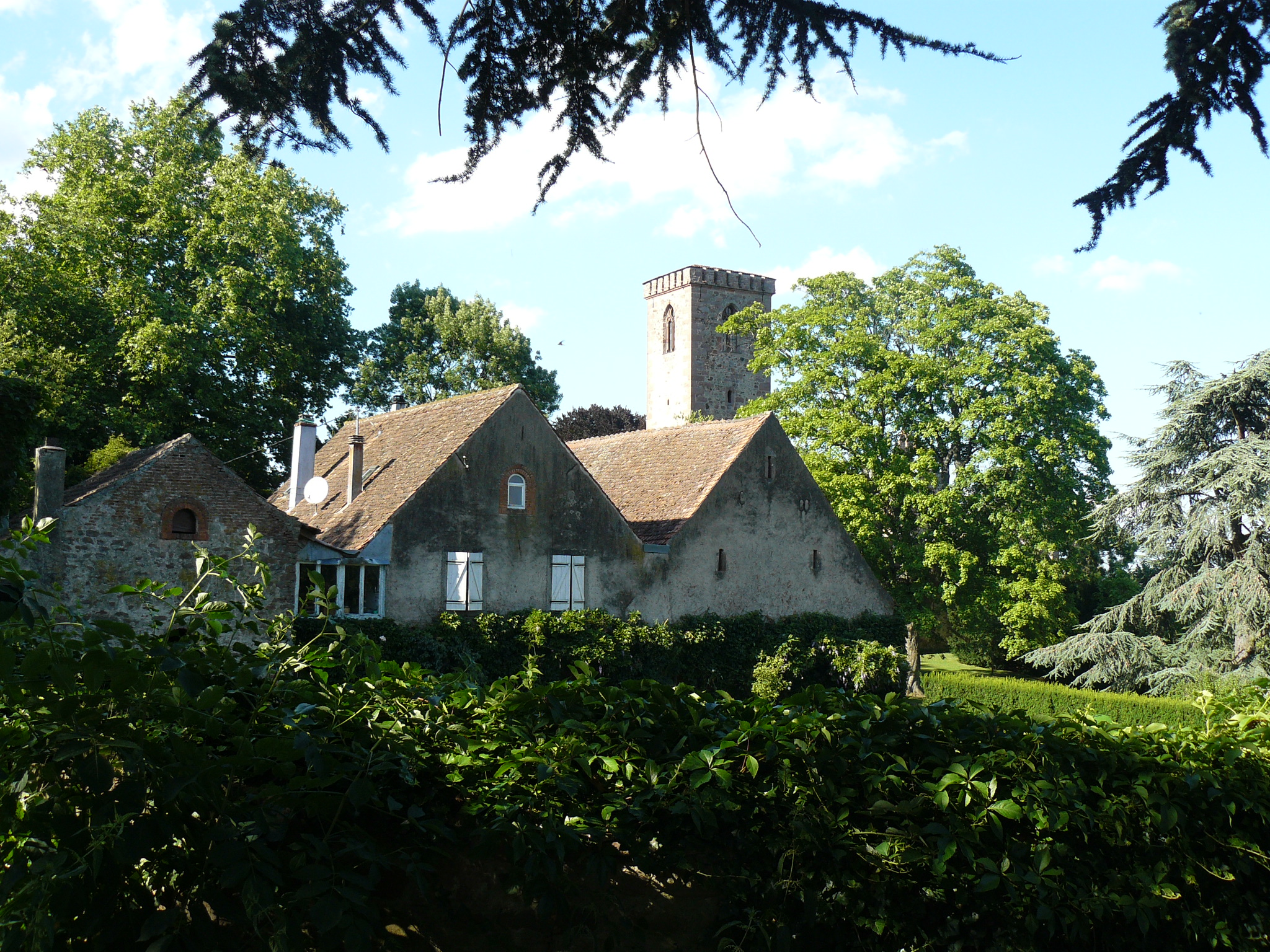
Ancienne abbaye de Truttenhausen.

#### Patrimoine naturel
La commune abrite une partie de la réserve naturelle régionale des collines sèches du Bischenberg, de l'Immerschenberg et du Holiesel.

### Personnalités liées à la commune

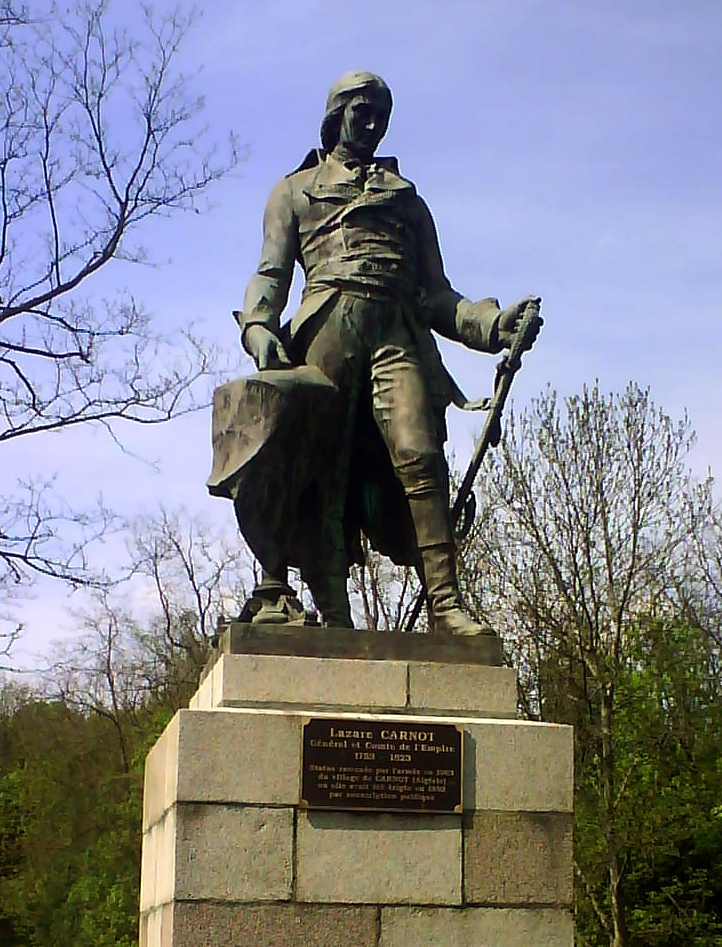
Lazare Carnot, statue à Obernai.

- Thomas Murner, théologien catholique et humaniste alsacien (1475-1537).
- Jean Schenckbecher, jurisconsulte et diplomate (1529-1596).
- Louis Simon de Bernard de Montbrison : seigneur d'Oberkirch, né à Pont-Saint-Esprit (Gard) le 31 juillet 1768, décédé à Obernai le 17 mai 1841. Officier du génie après des études militaires au collège de Brienne, il quitte l'armée en 1793. Il épouse Marie d'Oberkirch en 1798. Président du conseil général du Bas-Rhin à partir de 1810. Titulaire de la chaire d'histoire de la Faculté des Lettres de Strasbourg ; il devient le premier recteur de l'Université de 1810 à 1818. Il a publié plusieurs ouvrages, notamment des « Propos de Table » et un « cours de Botanique », ainsi que des pièces de théâtre. Maintenu en place durant les bouleversements des années 1814 et 1815. Il démissionne de la présidence du conseil général le 13 mai 1815, en raison de son attachement à la cause royaliste. Il demeurera recteur de l'Université jusqu'en 1818.
- Nicolas Léonard Bagert Beker : né à Obernai le 13 janvier 1770, général de division, comte de l'Empire, décédé à Aubiat (Puy-de-Dôme).
- Charles-Émile Freppel : né à Obernai en 1827, il a été député à l'Assemblée Nationale et évêque d'Angers. Son cœur repose dans le transept droit de l'église de la ville, conformément à ses dernières volontés de voir celui-ci rejoindre l'Alsace au retour de la région à la France. Son nom a été donné à un collège et un lycée. Une statue est édifiée en son honneur devant l’église d'Obernai.
- Louis Caspar (1841-1917), évêque, vicaire apostolique au Viêt Nam.
- Honoré-Louis Umbricht (1860-1943), peintre né à Obernai.
- René Schickele, né à Obernai le 4 août 1883, romancier, essayiste et poète.
- Henri Joseph Eugène Gouraud (1867-1946), général français, citoyen d'honneur de la ville d'Obernai.
- La famille Wertheimer, propriétaire de Bourjois et Chanel, qui occupa une place importante dans la communauté juive de la ville.
- André Neher, né à Obernai en 1914, rabbin, écrivain et philosophe juif alsacien.
- Statue de Lazare Carnot : statue en bronze rapportée du village de Carnot (Algérie) en 1963 par l'armée française, située sur le mont national.
- Roger Winsbacher (1928-2012), rabbin d'Obernai.
- Alexia Grimaud, comédienne française.
- Jean-Marie Lehn : prix Nobel de chimie en 1987, effectue ses études secondaires au lycée Freppel d'Obernai.
- Pierre Bodein, tueur en série né à Obernai en 1947.
- Freddy Ruhlmann artiste.
- Édouard Weltz (1876-1945), peintre alsacien, réside à Obernai, y créé une école de dessin et peinture en 1905 et y meurt.
- Nicolas Théobald (1903-1981), géologue, paléontologue français et professeur de géologie, y est mort.
- L'abbé Robert Bengel (né à Seltz en 1905, décédé en 1987), vicaire à la paroisse de Niederbronn-les-Bains, il y fonde la Jeunesse ouvrière chrétienne (JOC]. En 1936, Il devient aumônier à l’École Normale Catholique Publique d’Instituteurs du Bas-Rhin à Obernai. Il a par ailleurs été admis parmi les 4281 Justes parmi les nations de France[127] pour avoir sauvé des personnes juives persécutées par le régime nazi et le gouvernement de Vichy : Liste des Justes alsaciens

### Patrimoine culturel

#### Roman et bande dessinée

Place du Marché - Extrait Lefranc - Martin et Chaillet - page 11.

- La bande dessinée L'Arme absolue, de J. Martin et G. Chaillet, voit le héros Guy Lefranc (de la série du même nom - Éditions CASTERMAN 1982), enquêter en partie dans le village. On y observe par exemple, la place du Marché, le Puit au Six seaux, ou alors le Calvaire du cimetière.  (ISBN 2-203-31408-7)

### Héraldique

Drapeau.
Drapeau.
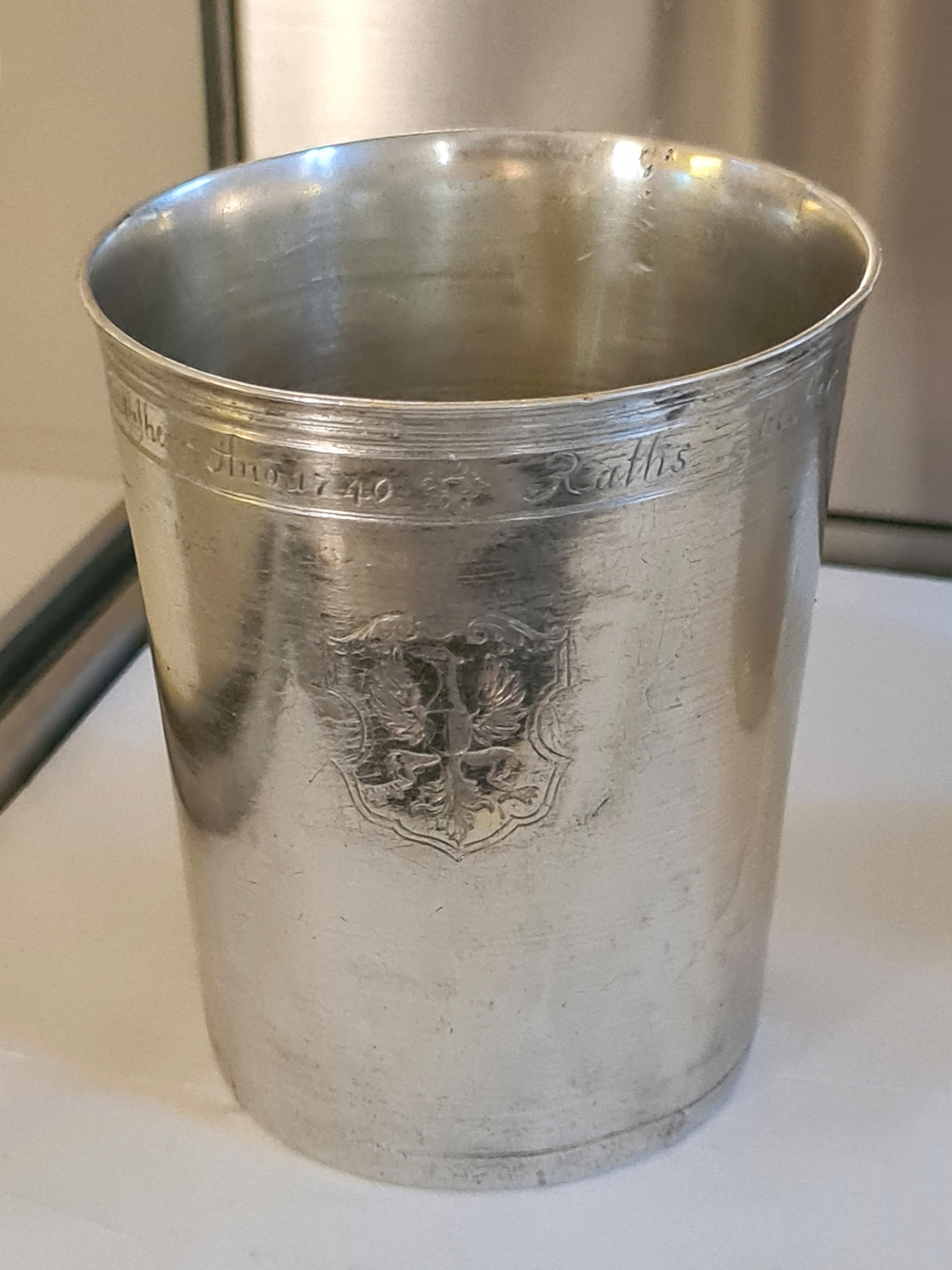
Gobelet de Magistrat aux armes d'Obernai.

| Blason de Obernai | Blason  | Parti de gueules et de sable à l'aigle d'or brochant sur le tout. |
| Blason de Obernai | Détails | L'Armorial de Louis XIV a changé les armes de la « Ville d'Oberehnheim ». Les anciennes armes d'Obernai étaient : « d'or à une aigle de sable, armée, lampassée et aux dossiers d'or » telles qu'elles apparaissent sur un vitrail de la Décapole au musée de Colmar (fin du XVe siècle). Lorsque la ville d'Obernai prit pour couleurs le rouge et le noir, au XVe siècle, l'aigle dut prendre une couleur de métal pour suivre la règle de contrariété des couleurs. |